# Monarchia di luglio
Con monarchia di luglio si è soliti indicare il periodo storico fra il 1830 e il 1848 nel Regno di Francia, ossia il periodo iniziato il 9 agosto 1830, dopo i moti della Rivoluzione di luglio (Trois Glorieuses in francese, "Tre giornate gloriose" in italiano). La "monarchia di luglio" succedette alla Restaurazione borbonica in Francia.
Il ramo cadetto dei Borbone, la casa d'Orléans, salì al potere. Luigi Filippo divenne "re dei francesi" e non più "re di Francia" come i suoi predecessori. Il suo regno, nato nel 1830 dalle barricate della rivoluzione di luglio, finì nel 1848 su altre barricate, che lo abbatterono per instaurare la Seconda Repubblica. La monarchia di luglio ebbe dunque un solo sovrano e segnò in Francia la fine della regalità.
L'ideale del nuovo regime fu definito da Luigi Filippo nel gennaio 1831 rispondendo alla missiva inviatagli dalla città di Gaillac: «Noi cercheremo di attenerci a un "giusto mezzo", ugualmente lontano dagli eccessi del potere popolare e dagli abusi del potere reale».

## Gli inizi agitati
Il 7 agosto 1830 fu rivista la Carta del 1814. Fu soppresso il preambolo che si richiamava all'Ancien Régime, la Carta divenne un patto fra la nazione e il sovrano e cessò d'essere una concessione di quest'ultimo. Si definì quindi come un punto di compromesso fra i costituzionalisti e i repubblicani. La religione cattolica cessò di essere religione di Stato, fu abolita la censura sulla stampa e venne nuovamente adottata la bandiera tricolore.
Il 9 agosto 1830 Luigi Filippo giurò sulla Carta del 1830 e fu incoronato: fu l'atto iniziale della monarchia di luglio. L'11 agosto si insediò un gabinetto di governo, che comprendeva anche esponenti dell'opposizione costituzionale a Carlo X, fra cui Casimir Pierre Périer, Laffitte, Molé, il duca di Broglie, Guizot. Il ministero doveva rispondere a un doppio obiettivo: prendere fermamente in mano la macchina amministrativa e ristabilire l'ordine pubblico, senza però spegnere l'entusiasmo popolare per la rivoluzione appena giunta a compimento.

### Il disordine permanente
Nel giro di tre mesi le agitazioni, sostenute dalla stampa di sinistra, divennero permanenti. Il governo non disponeva dei mezzi per opporvisi, specie da quando la guardia nazionale ebbe come comandante (dal 16 agosto) il marchese de La Fayette, capo delle file dei repubblicani. Luigi Filippo dovette patire le rivendicazioni degli "eroi di luglio" che reclamavano, secondo la formula dello stesso La Fayette, «un trono popolare circondato da istituzioni repubblicane».

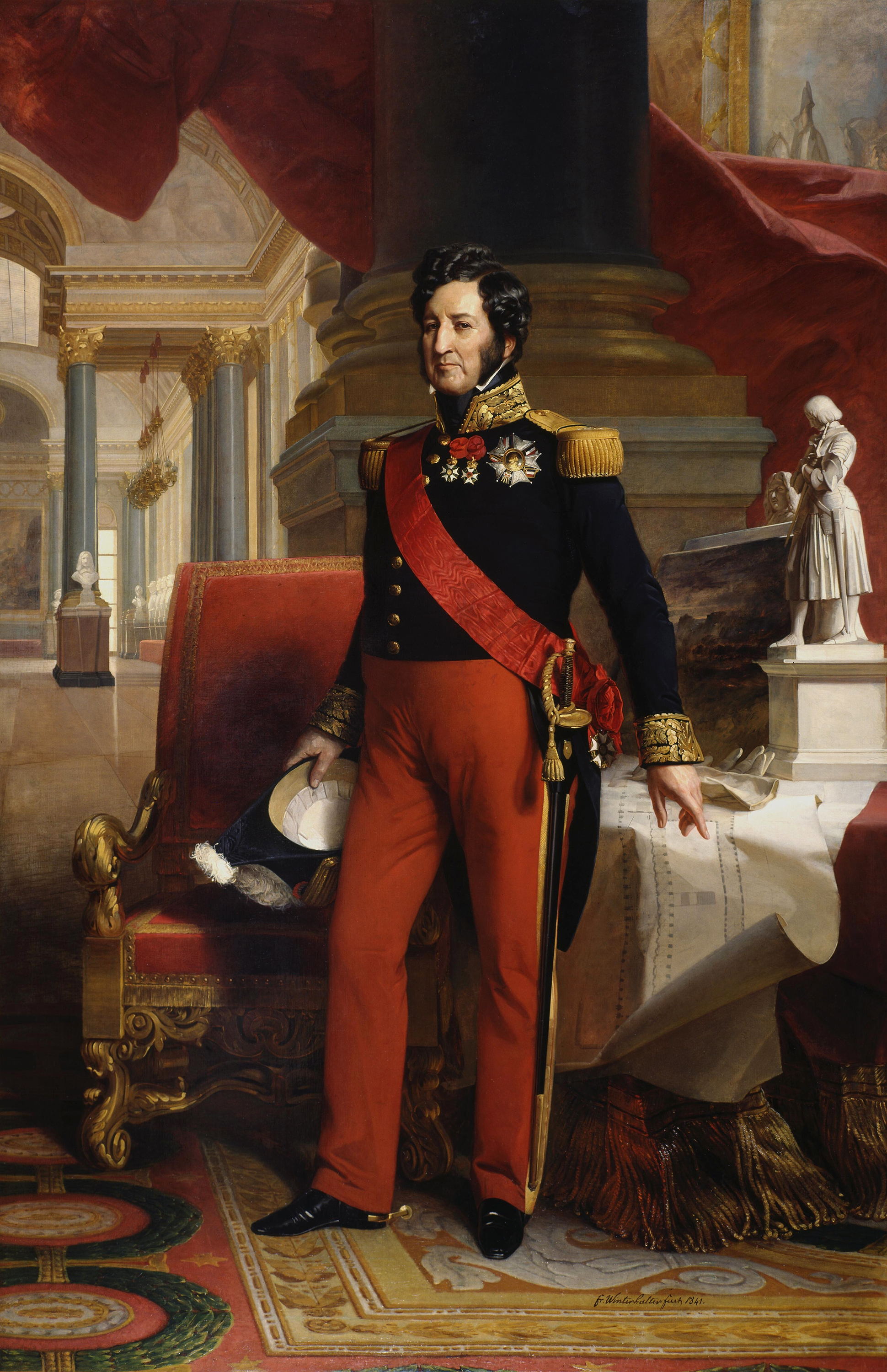
Luigi Filippo I, re dei francesi: il sovrano è rappresentato all'entrata della Galerie des batailles della reggia di Versailles

I rivoluzionari si ritrovavano nei circoli popolari – che si richiamavano ai circoli della rivoluzione del 1789 – e molti dei quali erano il proseguimento delle società segrete repubblicane. Si reclamavano riforme politiche e sociali e si chiedeva la condanna a morte di quattro ministri di Carlo X, arrestati mentre cercavano di lasciare il Paese. Le proteste e le manifestazioni si moltiplicavano, aggravando il caos economico.
Per rilanciare le attività nell'autunno 1830 il governo fece approvare un credito di cinque milioni di franchi per finanziare i lavori pubblici, principalmente le strade e poi, di fronte al moltiplicarsi dei fallimenti e della disoccupazione, specie a Parigi, il governo propose di accordare una garanzia statale sui prestiti alle imprese in difficoltà per un ammontare di 60 milioni di franchi; in definitiva la Camera votò ai primi di ottobre un credito di 30 milioni destinato alle sovvenzioni.
Il 27 agosto la monarchia dovette affrontare il suo primo scandalo con la morte dell'ultimo principe di Condé, ritrovato impiccato alla finestra della sua stanza al château de Saint-Leu. Luigi Filippo e la regina Maria Amalia furono accusati senza prove dai legittimisti di averlo fatto assassinare per permettere al proprio figlio, Enrico d'Orléans, erede universale del principe, di mettere le mani sulla sua immensa fortuna.

### Il rinnovamento del personale politico e amministrativo
Nel medesimo tempo il governo epurò l'amministrazione dai simpatizzanti legittimisti che rifiutarono di prestare giuramento al nuovo regime e al sovrano e li rimpiazzarono con personale fedele alla rivoluzione di luglio, dando così il segnale di una grande «corsa al posto».
Al ministero dell'Interno Guizot rinnovò tutta l'amministrazione prefettizia e i sindaci delle maggiori città. Al Ministero della giustizia Dupont de l'Eure, assistito dal suo segretario generale Joseph Mérilhou, cambiò la maggior parte dei procuratori generali. Nell'esercito Bourmont, fedele a Carlo X, fu rimpiazzato da Clauzel. Furono sostituiti i generali comandanti le regioni militari, gli ambasciatori, i ministri plenipotenziari e la metà dei membri del Consiglio di Stato. Alla Camera dei deputati circa un quarto dei seggi (119) furono soggetti a rielezione a ottobre, dopo dimissioni, rifiuto del giuramento o nomina dell'interessato ad altra funzione che lo obbligava a ripresentarsi davanti agli elettori. Le elezioni parziali furono un successo per il nuovo regime e una débâcle per i legittimisti.
L'elemento più notevole nel rinnovamento del personale politico e amministrativo fu il ritorno agli affari del personale del Primo Impero ostracizzato dalla Seconda Restaurazione. Sociologicamente, a dispetto della concessione del suffragio, le élite non subirono un gran rinnovamento: «Dopo la rivoluzione – sottolinea lo storico statunitense David H. Pinkney – i proprietari terrieri, la classe dei funzionari e le professioni liberali conservarono il predominio sui posti-chiave dello Stato che già avevano sotto l'Impero e sotto la Restaurazione. In ciò si può ritenere che la rivoluzione non inaugurò un qualsivoglia regime nuovo di "grande borghesia"». «La grande differenza fra la Restaurazione e la monarchia di luglio – afferma Guy Antonetti – non è consistita tanto nel sostituirsi di un gruppo sociale a un altro quanto nel sostituirsi, all'interno di un medesimo gruppo sociale, di chi aveva una mentalità favorevole allo spirito del 1789 al posto di chi aveva una mentalità ostile: socialmente assimilabili, ideologicamente differenti. Il 1830 non fu che un cambiamento di squadra nel medesimo campo e non un cambiamento di campo».

### L'insediamento simbolico del nuovo regime

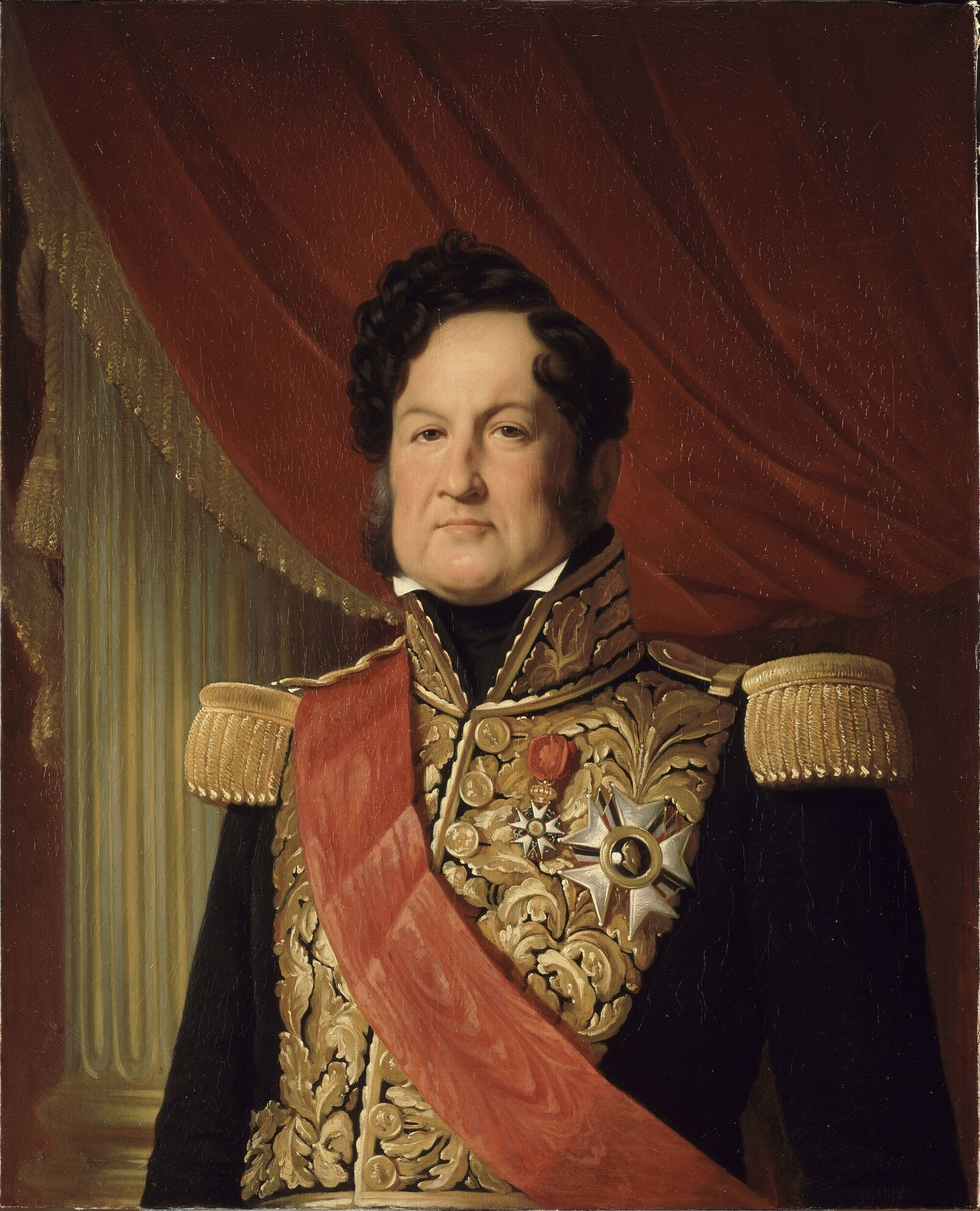
La società francese sotto la monarchia di luglio si divise; i partigiani di Luigi Filippo furono chiamati philippards

Il 29 agosto Luigi Filippo passò in rivista la Guardia nazionale di Parigi che lo acclamò. L'11 ottobre il nuovo regime decise di accordare ricompense ai feriti delle "Tre giornate gloriose" e creò una medaglia commemorativa per i combattenti della rivoluzione di luglio. Nel mese di ottobre il governo presentò un progetto di legge destinato a indennizzare con una cifra di 7 milioni le vittime delle giornate di luglio.
Il 13 agosto il re stabilì che le armi della casa d'Orleans ("azzurro a tre gigli d'oro con un bastone d'argento") avrebbero adornato il sigillo dello Stato. I ministri persero l'appellativo di Monseigneur e il predicato di Excellence per diventare Monsieur le ministre. Il figlio maggiore del re ricevette il titolo di "duca d'Orléans" e "principe reale"; le figlie e la sorella del re furono "principesse d'Orléans".
Furono adottate e promulgate leggi che abrogavano misure impopolari varate sotto la Restaurazione. La legge del 1816 che aveva condannato alla proscrizione i vecchi regicidi, fu abrogata, con l'eccezione dell'articolo 4, che condannava all'esilio i membri della famiglia Bonaparte.
La chiesa di Sainte-Geneviève fu di nuovo chiusa al culto il 15 agosto e ritrovò, con il nome di Pantheon, la sua vocazione di tempio laico dedicato alle glorie di Francia. Una serie di restrizioni economiche colpì la Chiesa cattolica e l'11 ottobre fu abrogata la loi du sacrilège del 1825, che puniva con la morte i profanatori dell'ostia consacrata.

### La resistenza e il movimento
Nell'opinione pubblica e nella stessa Camera dei deputati si elevavano voci a domandare la chiusura dei circoli repubblicani, fonti di agitazione che contravvenivano all'articolo 291 del codice penale, il quale vietava le riunioni fra più di venti persone. Tuttavia il guardasigilli Dupont de l'Eure e il procuratore generale di Parigi Bernard, entrambi repubblicani, rifiutarono di perseguire le associazioni rivoluzionarie.
Il 25 settembre, rispondendo a un'interpellanza in merito alla Camera, il ministro dell'Interno Guizot espresse la volontà di mettere fine alle agitazioni. Il discorso, sostenuto da un altro di tenore analogo di Périer, ebbe buona accoglienza, ma non portò a alcuna conclusione.
Si disegnò quindi una spaccatura fra due tendenze politiche contrapposte, su cui si imperniò il dibattito politico durante la monarchia di luglio:
- il partito del movimento (sostenuto dal giornale Le National), riformista e favorevole a una politica nazionalista;
- il partito della resistenza (sostenuto dal Journal des débats), conservatore e favorevole alla pace con il resto d'Europa.

Il processo intentato contro quattro ex ministri di Carlo X arrestati nell'agosto 1830 mentre tentavano di fuggire all'estero – Polignac, Chantelauze, Peyronnet e Martial de Guernon-Ranville – era la questione politica del momento. La sinistra voleva la testa dei ministri, ma Luigi Filippo voleva evitare una esecuzione che poteva dare il via a un'ondata di terrore rivoluzionario e questa condurre a una guerra con le potenze europee.
Così la Camera dei deputati, pur votando il 27 settembre una risoluzione di accusa nei confronti dei ministri, adottò l'8 ottobre una mozione che invitava il re a presentare un progetto di abolizione della pena di morte, almeno per i reati politici. L'episodio causò disordini: il 17 e il 18 ottobre manifestanti marciarono sul castello di Vincennes dove erano detenuti i ministri.
Dopo i disordini Guizot chiese l'esautorazione del prefetto di Parigi, Odilon Barrot, che – in un proclama rivolto ai parigini – aveva qualificato come «inopportuna» la mozione parlamentare. Guizot, appoggiato dal duca di Broglie, sosteneva che un alto funzionario non doveva criticare un atto della Camera dei deputati, soprattutto quando approvato dal re e dal governo; Dupont de l'Eure difese Barrot e minacciò le dimissioni in caso questi fosse destituito. Jacques Laffitte, principale figura del movimento, si offrì allora per coordinare i ministri con il titolo di presidente del Consiglio. Immediatamente Broglie e Guizot, rifiutando di passare alle dipendenze di Laffitte, diedero le dimissioni, seguiti da Périer, Dupin, Molé e Louis.
Luigi Filippo prese alla lettera le parole di Laffitte e gli affidò l'incarico di formare un nuovo governo il 2 novembre 1830, sperando che l'esercizio del potere avrebbe screditato la sinistra.

### Il governo Laffitte

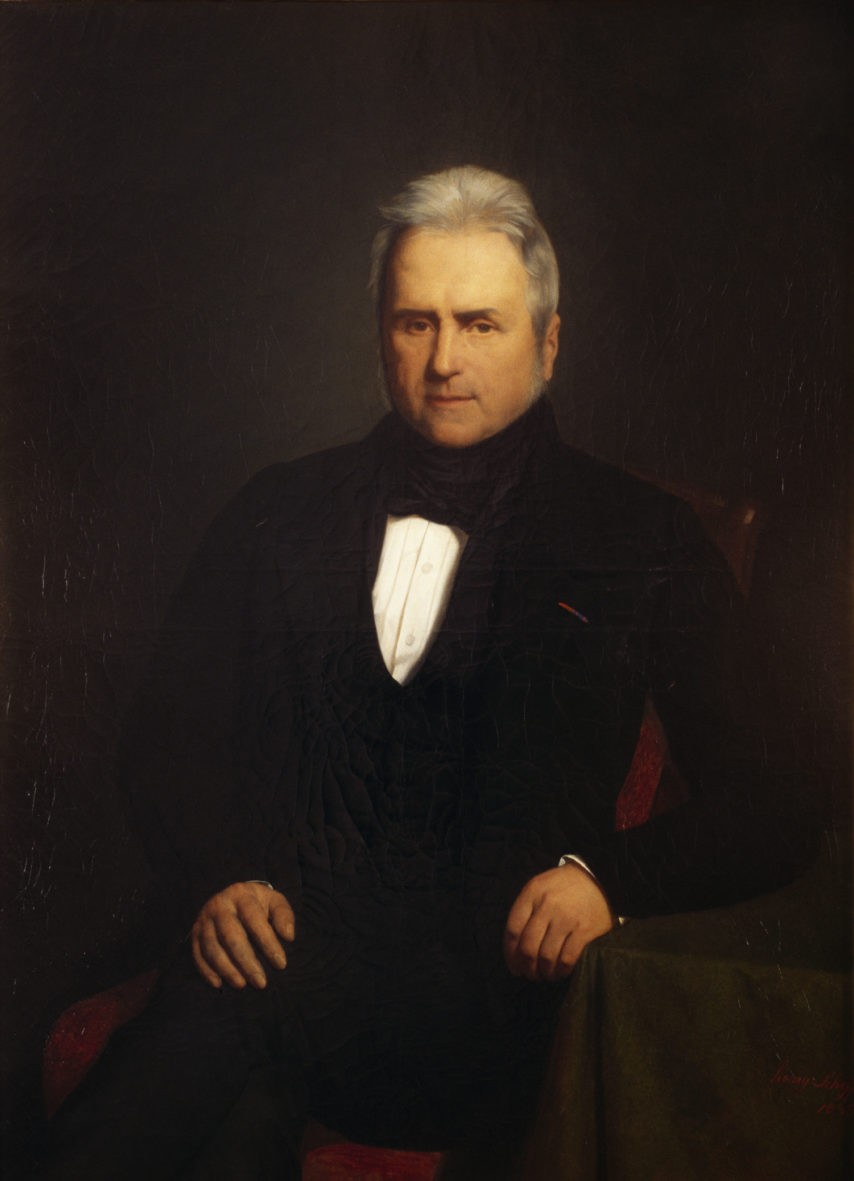
Jacques Laffitte

La formazione del governo diede luogo a lunghe trattative e Laffitte, indotto in errore dagli attestati di stima che il sovrano gli prodigava, credette che questi in seguito gli avrebbe concesso una reale confidenza.
I processi agli ex ministri si svolsero dal 15 al 21 dicembre davanti alla Camera dei Pari, circondata da facinorosi che chiedevano la pena di morte. Condannati all'ergastolo, con in più la morte civile per Polignac, i ministri sfuggirono al linciaggio grazie alla presenza di spirito del ministro dell'Interno Montalivet, che riuscì a portarli al sicuro al castello di Vincennes.
La Guardia nazionale mantenne la calma a Parigi, affermando il proprio ruolo di milizia borghese del nuovo regime. Ciò, manifestando l'importanza della Guardia nazionale come unica forza su cui il governo potesse contare per assicurare l'ordine pubblico, evidenziava nel contempo il rischio di lasciare un simile strumento nelle mani del poco affidabile La Fayette. Questi fu rapidamente indotto alle dimissioni in vista di una riorganizzazione, il che portò anche alle dimissioni del guardasigilli Dupont de l'Eure (27 dicembre). D'altra parte, per evitare di dipendere da una sola forza, Luigi Filippo incaricò il maresciallo Soult, nominato ministro della guerra dopo il 17 novembre, di riorganizzare in tempi brevi l'esercito regolare.
Nel febbraio 1831 Soult presentò alla Camera il suo piano mirante ad aumentare gli effettivi dell'esercito, eliminare l'eccesso di quadri e assicurare l'approvvigionamento di armi e munizioni; fece poi approvare la legge del 9 marzo 1831, che istituiva la Legione straniera, prima di un'importante serie di riforme militari.
Allo stesso tempo il governo mise in atto un certo numero di riforme corrispondenti alle rivendicazioni del partito del movimento: la legge del 21 marzo 1831 sui consigli municipali ristabilì il principio dell'elezione e ne allargò sensibilmente la base elettorale, con 2-3 milioni di elettori su 32,6 milioni di abitanti (dieci volte in più che per le elezioni legislative); la legge del 22 marzo riorganizzò la Guardia nazionale; la legge del 19 aprile, votata dopo due mesi di dibattito, abbassò il censo per gli elettori da 300 a 200 franchi di contribuzioni dirette e il censo di eleggibilità da 1 000 a 500 franchi. Il numero degli elettori passò da meno di 100 000 a 166 000: un francese su 162 partecipava alla vita politica per il tramite delle elezioni.
Le agitazioni che ebbero luogo a Parigi il 14 e 15 febbraio 1831 volevano provocare la caduta del governo. Trovarono una scintilla nella celebrazione, il giorno 14, di un servizio funebre organizzato alla chiesa di Saint-Germain-l'Auxerrois dai legittimisti, in memoria del duca di Berry; presto la cerimonia religiosa divenne una manifestazione politica in favore del conte di Chambord. I rivoluzionari la videro come una provocazione intollerabile, invasero la chiesa e la saccheggiarono. Il giorno dopo la folla assaltò nuovamente l'arcivescovado, già devastato durante le "Tre giornate gloriose", e numerose chiese. Il movimento si estese alla provincia, dove in molte città si diede l'assalto ai palazzi episcopali e ai seminari.
Il governo si astenne dall'intervenire: il prefetto di Parigi Odilon Barrot, il prefetto di polizia Jean-Jacques Baude e il comandante della guardia nazionale di Parigi generale Mouton restarono passivi. Quando il governo prese infine delle contromisure fu per arrestare l'arcivescovo di Parigi monsignor de Quélen, il curato di Saint-Germain-l'Auxerrois e altri quattro sacerdoti, accusati di provocazione.
Per calmare gli animi Laffitte, appoggiato dal principe, propose al re di sopprimere i gigli dal sigillo dello Stato. Luigi Filippo tentò di opporsi ma finì per firmare l'ordinanza del 16 febbraio 1831 che sostituiva alle armi della casa d'Orleans uno scudo recante un libro aperto con la scritta Charte de 1830. Fece anche subito cancellare i gigli dalle carrozze reali, dalle navi ufficiali eccetera. Luigi Filippo fu costretto a farsi violenza, ma per Laffitte fu una vittoria di Pirro: da quel giorno il re si risolse a sbarazzarsi di lui senza indugio.

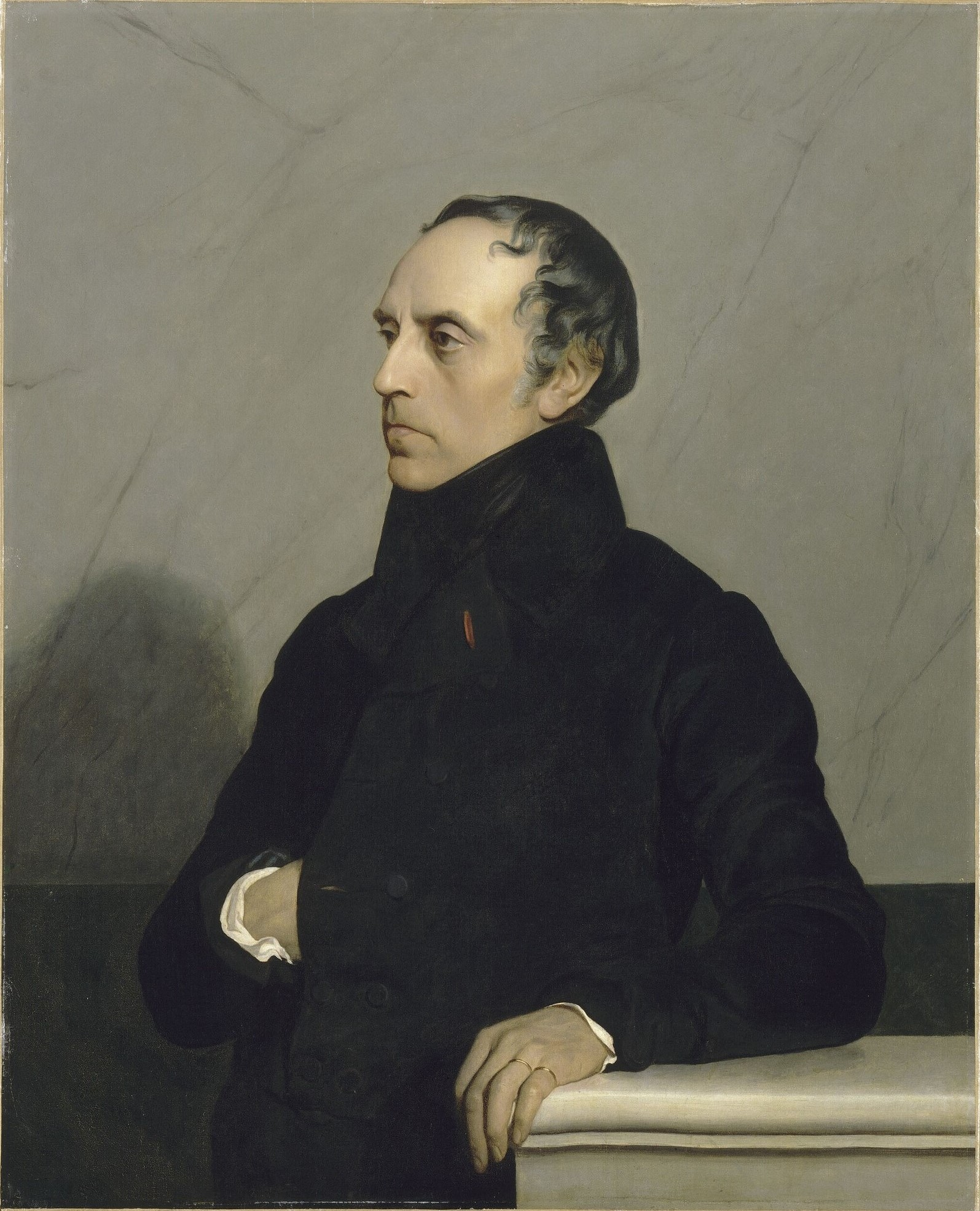
François Guizot

Il montare dell'agitazione smentiva la politica del laissez-faire del partito del movimento: il 19 febbraio Guizot pronunciò un discorso indignato alla Camera e, con la viva approvazione di tutti i deputati del centro, sfidò Laffitte a sciogliere la Camera e a presentarsi davanti agli elettori. Il presidente del Consiglio raccolse la sfida, ma il re – cui solo apparteneva la prerogativa dello scioglimento – preferì aspettare ancora qualche giorno. Nel frattempo, su richiesta di Montalivet, Barrot fu sostituito da Taillepied de Bondy alla prefettura di Parigi, mentre Vivien de Goubert succedette a Baude alla prefettura di polizia.
Il disordine era permanente nelle strade di Parigi: tutto era pretesto per incidenti e manifestazioni. Per colmo di disgrazia il bilancio statale era in deficit.
Deciso infine a costringere Laffitte alle dimissioni, Luigi Filippo ricorse a uno stratagemma: si fece rimettere dal ministro degli affari esteri Sébastiani una nota del maresciallo Maison, ambasciatore a Vienna, che annunciava un intervento militare austriaco in Italia. Laffitte apprese della nota da Le Moniteur dell'8 marzo, chiese immediatamente spiegazioni a Sébastiani, che ammise di aver agito su ordine del re. Laffitte si precipitò da Luigi Filippo, che lo accolse amabilmente; e cercando di far sì che il sovrano si tradisse, Laffitte gli ricordò delle riforme dell'esercito in discussione alla Camera. Luigi Filippo lo invitò a sottoporre la questione l'indomani al Consiglio dei ministri, che sfiduciò unanimemente Laffitte, al quale non rimase che dare le dimissioni.

## Il ritorno dell'ordine
Dopo essersi liberato del movimento, Luigi Filippo chiamò al potere la resistenza; per il sovrano, fondamentalmente centrista, la nuova opzione politica non era più allettante della precedente, tanto più che non provava alcuna simpatia per il nuovo capo del partito, il banchiere Casimir Pierre Périer: di primo acchito non era per lui che una soluzione temporanea per ristabilire l'ordine nel Paese lasciando al governo l'impopolarità che ne sarebbe derivata.

### Il governo Périer
Il 13 marzo 1831 Laffitte fu rimpiazzato dalla principale figura del partito dell'ordine, Casimir Périer. La formazione del nuovo governo comportò delicate trattative con Luigi Filippo, poco incline a sminuire il proprio potere e poco fiducioso in Périer. Questi tuttavia riuscì a imporre le proprie condizioni, che ruotavano attorno alla preminenza del presidente del Consiglio sugli altri ministri e la possibilità per lui di riunire, in assenza del re, il Consiglio di gabinetto. Périer esigette inoltre che il principe Ferdinando Filippo, che professava idee liberali, sedesse nel Consiglio dei ministri. Del resto Périer non voleva sminuire la Corona, anzi ne voleva aumentare il prestigio e consigliò per esempio Luigi Filippo a lasciare la propria dimora di famiglia, il Palais-Royal, per insediarsi al palazzo dei re, le Tuileries (21 settembre 1831).

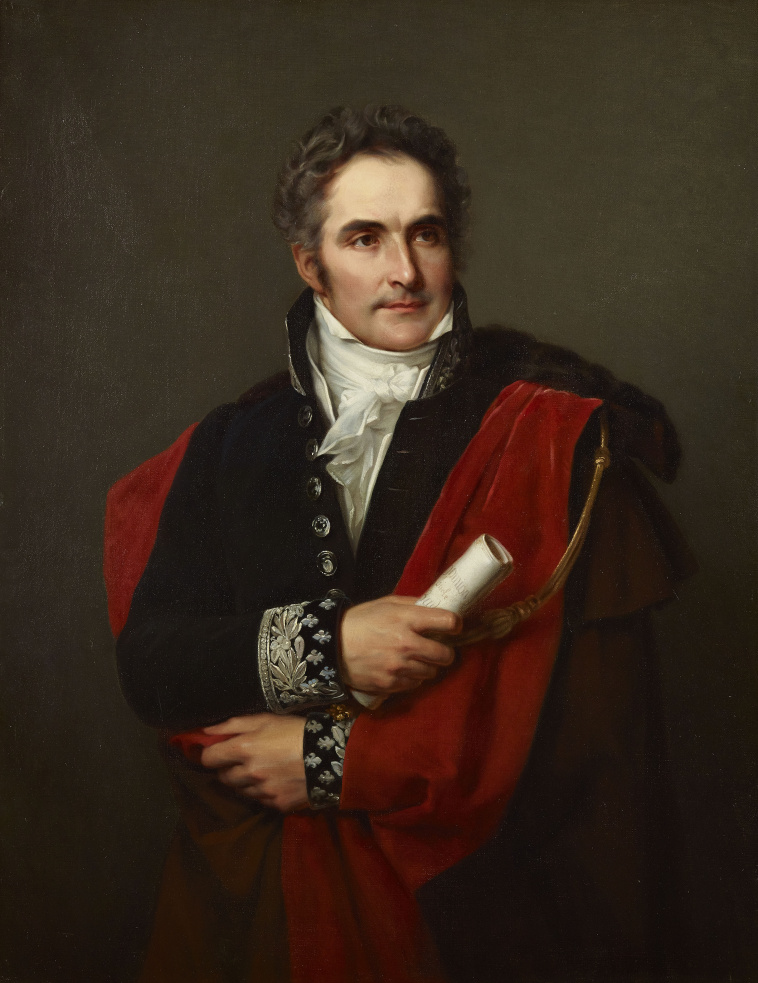
Casimir Pierre Périer

Il 18 marzo 1831 Périer prese la parola davanti alla Camera dei deputati per presentare una sorta di dichiarazione politica di massima: «È importante che il gabinetto appena insediato vi faccia conoscere i principi che hanno presieduto alla sua formazione e che ne dirigono la condotta. Ciò perché voi votiate con cognizione di causa e perché sappiate a quale sistema politico state per dare il vostro sostegno». I principi cui si ispirava il governo erano quelli della solidarietà ministeriale e dell'autorità governativa sull'amministrazione; i principi che il governo intendeva applicare furono, per la politica interna, «i medesimi principi della rivoluzione»: «il principio della rivoluzione di luglio [...] non è l'insurrezione, [...] è la resistenza all'aggressione del potere» e, in politica estera, «un'attitudine pacifica e il rispetto del principio del non-intervento». L'oratore riassunse in definitiva la sua politica in una formula destinata a rimanere celebre: «All'interno noi vogliamo l'ordine, senza sacrifici per la libertà; all'esterno noi vogliamo la pace, senza costo per l'onore». Il discorso ricevette molti applausi dal centro e lo scrutinio definitivo avvenne l'8 aprile, con 227 voti a favore e 32 contrari.

#### La repressione degli agitatori
Intanto, forte del consenso ricevuto alla Camera, il governo decise di dare prova di fermezza e di agire contro gli agitatori.
Il 14 marzo 1831 i giornali di opposizione lanciarono una sottoscrizione in favore di un'associazione nazionale finalizzata a combattere il ritorno dei Borboni e il rischio di un'invasione straniera; l'associazione riuniva tutti i notabili di sinistra come La Fayette, Dupont de l'Eure, Lamarque e Barrot; e non tardò a creare in provincia una rete di comitati locali. Périer inviò una circolare ai prefetti che vietava l'affiliazione dei dipendenti statali funzionari, militari e magistrati. All'inizio d'aprile il governo procedette alla clamorosa destituzione di alcune personalità: Odilon Barrot dovette lasciare il Consiglio di Stato, fu soppresso il comando militare del generale Lamarque e fu destituito il sindaco di Metz, Jean-Baptiste Bouchotte, così come l'aiutante di campo del re, il marchese de Laborde.
Il 15 aprile l'assoluzione da parte della corte d'assise di alcuni giovani repubblicani, per la maggioranza ufficiali di artiglieria della Guardia nazionale, arrestati nel dicembre 1830 in occasione delle dimostrazioni durante il processo ai ministri, diede il via a nuovi disordini. Périer agì con fermezza e, appoggiandosi a una legge del 10 aprile che rinforzava le misure contro gli assembramenti, mobilitò la guarnigione di Parigi accanto alla Guardia nazionale per disperdere i facinorosi.
Nel mese di maggio il governo impiegò una pompa antincendio contro i manifestanti, antenata dei moderni idranti. Il nuovo mezzo di repressione fece la delizia dei caricaturisti: insieme all'ombrello, la siringa per clistere divenne uno degli attributi tipici di Luigi Filippo nei disegni satirici del tempo.

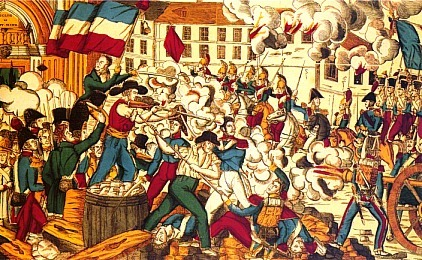
La rivolta dei canut a Lione

Il 14 giugno prese il via da un banale alterco sulla rue Saint-Denis una nuova dimostrazione, degenerata durante la notte in una vera e propria battaglia contro la Guardia nazionale, rinforzata di dragoni e fanti. I combattimenti si protrassero durante nei due giorni successivi.
Il governo dovette in special modo fronteggiare la rivolta degli operai tessili di Lione, i canut, che si sollevarono il 21 novembre, trascinando con sé una parte della Guardia nazionale. In due giorni gli operai furono padroni della città, abbandonata dal generale Roguet, comandante della divisione, e dal sindaco Prunelle.
Il 25 novembre Périer annunciò alla Camera una reazione energica: il maresciallo Soult, accompagnato dal duca d'Orleans, sarebbe presto partito per riconquistare Lione alla testa di un'armata di 20 000 uomini, che penetrò in città senza colpo ferire il 3 dicembre e ristabilì l'ordine senza spargimento di sangue.
L'11 marzo 1832 scoppiò la rivolta di Grenoble: in occasione del Carnevale una maschera rappresentava Luigi Filippo in maniera particolarmente grossolana e il prefetto annullò di conseguenza il ballo in cui la maschera avrebbe dovuto sfilare quella stessa sera. La popolazione manifestò davanti alla prefettura e il prefetto chiese alla Guardia nazionale di intervenire, ma questa si rifiutò. Il prefetto chiamò allora l'esercito: il 35º reggimento di fanteria di linea obbedì all'ordine impartito, ma la furiosa popolazione ne chiese l'allontanamento dalla città. Le autorità cedettero e il 15 marzo il 35º lasciò Grenoble per essere rimpiazzato dal 6º Reggimento venuto da Lione; Périer, appresa la notizia, reagì vigorosamente e richiamò il 35º, che rientrò in città a passo di marcia e con la fanfara in testa.

#### Le elezioni anticipate del luglio 1831
Nella seconda metà di maggio del 1831 Luigi Filippo, accompagnato dal maresciallo Soult, effettuò un viaggio ufficiale in Normandia e Piccardia, dove fu calorosamente accolto. Dal 6 giugno al 1º luglio, con i due figli maggiori, Ferdinando Filippo e il duca di Nemours, e con il conte d'Argout, effettuò un giro di visite nell'Est della Francia, dove i repubblicani e i bonapartisti erano numerosi e attivi. Il re fece tappa in successione a Meaux, Château-Thierry, Châlons-en-Champagne, Valmy, Verdun, Metz, Nancy, Lunéville, Strasburgo, Colmar, Mulhouse, Besançon e Troyes. Il viaggio fu un successo e diede a Luigi Filippo l'occasione di affermare la propria autorità.
Il 31 maggio 1831 a Saint-Cloud Luigi Filippo firmò un'ordinanza di scioglimento della Camera dei deputati, fissò la data delle elezioni per il 5 luglio e convocò le camere per il 9 agosto. Il 23 giugno a Colmar una nuova ordinanza anticipò la data al 23 luglio.
Le elezioni generali ebbero luogo senza incidenti secondo la nuova legge elettorale del 19 aprile. Il risultato deluse sia Luigi Filippo sia Périer: circa la metà dei deputati erano neoeletti, quindi non si sapeva come avrebbero votato. Il 23 luglio il re aprì la sessione parlamentare; il discorso del trono elencò quello che era il programma del governo Périer: stretta applicazione della Carta all'interno, veemente difesa degli interessi e dell'indipendenza della Francia all'esterno. Le due Camere tennero la prima seduta il 25 luglio.
Il 1º agosto Girod de l'Ain, candidato del governo, fu eletto alla presidenza della Camera dei deputati sconfiggendo Laffitte, ma Casimir Périer, stimando di non aver avuto una maggioranza sufficientemente netta, presentò immediatamente le dimissioni.
Luigi Filippo, assai imbarazzato, interpellò Odilon Barrot, che si giustificò facendo osservare di non disporre che di un centinaio di voti alla Camera. Il 2 e 3 agosto, durante l'elezione dei questori e dei segretari, la Camera elesse candidati ministeriali come André Dupin e Benjamin Delessert. In definitiva l'invasione del 2 agosto del Belgio da parte dei Paesi Bassi costrinse Casimir Périer a ritirare le dimissioni per rispondere alla richiesta belga di un intervento militare francese.
La discussione di risposta al discorso della Corona diede luogo ad accesi dibattiti riguardo alla Polonia, dove alcuni deputati, capeggiati dal barone Bignon, avrebbero desiderato che la Francia intervenisse così come si preparava a intervenire in Belgio. Casimir Périer resistette vigorosamente e la risposta delle Camere si limitò a vaghe formule sulla questione polacca. Per il governo fu una netta vittoria che rimise in sella il partito della resistenza.
Piegandosi all'opinione dominante, Casimir Périer fece adottare un progetto di legge di abolizione dell'ereditarietà della parìa, vecchia rivendicazione questa della sinistra. Dopo accese discussioni parlamentari si giunse a votare la legge del 2 marzo 1832, che fissò l'ammontare dell'appannaggio reale a 12 milioni di franchi più un altro milione per il principe reale. Il guardasigilli, Barthe, legò infine il proprio nome a uno dei monumenti della legislazione del regno: la legge del 28 aprile 1832 che modificava il codice penale e il codice di procedura penale.

#### L'epidemia di colera del 1832
La pandemia di colera, originatasi in India nel 1815, raggiunse Parigi attorno al 20 marzo 1832. Uccise 13 000 persone prima del mese di aprile e continuò a infuriare nella capitale fino a settembre, causando un totale di 18 000 vittime. La malattia colpì anche la famiglia reale – Adélaïde d'Orléans, sorella del re – e la classe politica, in cui d'Argout e Guizot contrassero la malattia. Anche Casimir Périer, che si recò il 1º aprile con il duca d'Orleans a visitare i malati all'Hôtel-Dieu, fu colpito. Dovette quindi lasciare le sue funzioni di ministro dell'interno; al termine di una lunga agonia morì il 16 maggio 1832.

#### L'insurrezione repubblicana del 1832 e il consolidamento del regime
Sbarazzatosi di Casimir Périer, Luigi Filippo non era pressato dalla necessità di nominare un nuovo presidente del Consiglio, visto che il parlamento non era più riunito e che la situazione politica esigeva misure rapide ed energiche.
Il regime era in effetti attaccato da tutte le parti: dai legittimisti, con il tentativo della duchessa di Berry di sollevare la Provenza e la Vandea durante la primavera 1832 in favore di suo figlio Enrico; e dai repubblicani, che misero in atto a Parigi, il 5 giugno, un'insurrezione in occasione dei funerali di uno dei loro capi, il generale Lamarque, anch'egli morto di colera. Il potere reagì con fermezza: le truppe regolari e la Guardia nazionale diedero prova di fedeltà e il generale Mouton poté soffocare la rivolta nel sangue, facendo 800 morti.
Tale doppia vittoria – sui "carlisti" e sui repubblicani – contribuì grandemente al consolidamento del regime, tanto più che il bonapartismo si trovò indebolito dalla morte di Napoleone II, avvenuta il 22 luglio a Vienna. Luigi Filippo poté aggiungere al proprio successo in politica interna un buon risultato sul piano diplomatico: il matrimonio della propria figlia, la principessa Luisa, con il nuovo re dei Belgi, Leopoldo I, celebrato il 9 agosto al castello di Compiègne

### «Spade illustri» e «talenti superiori»

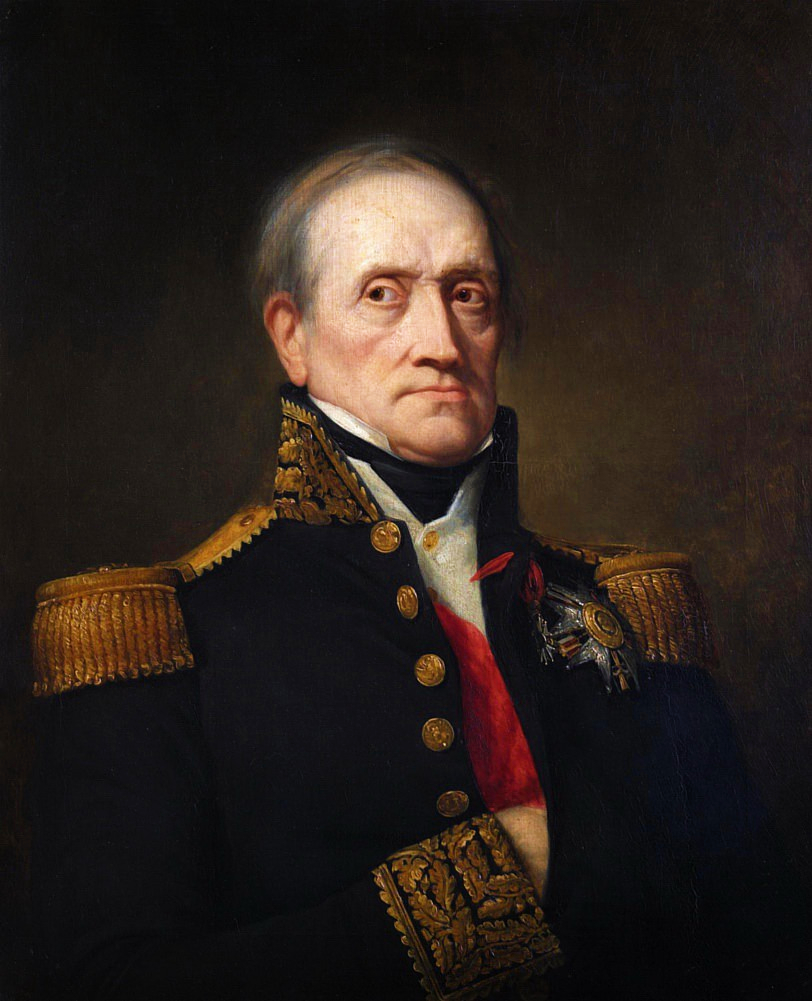
Il maresciallo Soult

Nell'ottobre 1832 Luigi Filippo chiamò alla presidenza del Consiglio un uomo di fiducia, il maresciallo Soult, prima incarnazione di quel genere di figure politiche definite «di spada illustre», che la monarchia di luglio più volte ripropose. Soult poteva contare su un triumvirato costituito dalle principali figure politiche del momento: Adolphe Thiers, il duca di Broglie e François Guizot, ossia quella che il Journal des débats definì «la coalizione di tutti i talenti» e che il re finì per chiamare con rancore un «Casimir Périer in tre persone».
In una circolare indirizzata agli alti funzionari civili e militari oltre che agli alti magistrati, il nuovo presidente del Consiglio riassunse la propria linea di condotta in alcune frasi: «Il sistema politico adottato dai miei illustri predecessori sarà il mio [...] L'ordine all'interno e la pace all'esterno saranno le migliori garanzie della sua durata».

#### I primi successi del governo Soult (ottobre 1832-aprile 1834)
Il nuovo ministro dell'Interno Thiers si mise in luce il 7 novembre 1832 facendo arrestare a Nantes la duchessa di Berry, che fu internata alla cittadella di Blaye per essere espulsa in Italia l'8 giugno dell'anno successivo, dopo aver messo al mondo una figlia dichiarata frutto di un matrimonio contratto a Roma alla fine del 1831 con il conte Hector Lucchesi Palli.
In Belgio il maresciallo Gérard, alla testa di un'armata di settantamila uomini, diede modo alla giovane monarchia di respingere un'aggressione olandese e soprattutto riprendere possesso della cittadella di Anversa, capitolata il 23 dicembre.
Forte del successo il 19 novembre 1832 il governo affrontò in posizione di forza l'apertura della sessione parlamentare e Luigi Filippo poté mettere alla prova la propria popolarità con due viaggi in provincia: nel Nord, dove rese omaggio all'armata vittoriosa di ritorno da Anversa, e in Normandia.
Il sovrano e il suo governo presero una serie di misure volte a riconciliare l'opinione pubblica, per esempio varando un programma di grandi opere (che permise fra l'altro di completare un certo numero di monumenti parigini, come l'Arco di Trionfo) e compiendo gesti simbolici come il ripristino, il 21 giugno 1833 della statua di Napoleone I sulla colonna Vendôme. Guizot, ministro della pubblica istruzione e del culto, fece approvare la celebre legge sull'istruzione primaria del giugno 1833 che obbligava alla creazione di una scuola elementare in ogni comune.
Infine il 1º aprile 1834, con le dimissioni del duca di Broglie, messo in minoranza alla Camera dei deputati sulla ratificazione di un trattato con gli Stati Uniti d'America stipulato nel 1831, ci fu un ampio rimpasto di governo con l'obiettivo principale, per il re, di eliminare quel «Casimir Périer in tre persone».

#### Le insurrezioni di aprile e le elezioni anticipate del 21 giugno 1834

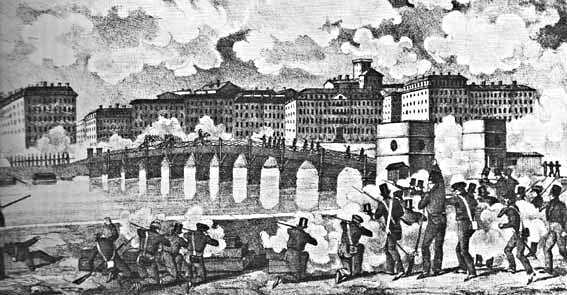
La seconda rivolta dei canut a Lione nell'aprile 1834

Il periodo successivo vide una situazione vicina all'insurrezione in varie città del Paese. Con la legge del 10 aprile il governo decise lo scioglimento delle associazioni non autorizzate, allo scopo di contrastare la principale delle associazioni repubblicane, la Société des Droits de l'Homme. Il 9 aprile, giorno del voto definitivo del testo a opera della Camera dei Pari, scoppiò a Lione la seconda insurrezione dei canut. Adolphe Thiers, ministro dell'interno, abbandonò la città agli insorti per riprenderla il giorno 13 con un bilancio da cento a duecento morti da ambo le parti. I repubblicani cercarono di estendere l'insurrezione ad altre città della provincia, ma le fiamme della rivolta giunsero a Marsiglia, Vienne, Poitiers e Châlons. I problemi maggiori ci furono l'11 aprile a Grenoble e Saint-Étienne, ma ovunque l'ordine fu presto ristabilito. Fu invece a Parigi che l'agitazione prese a crescere.

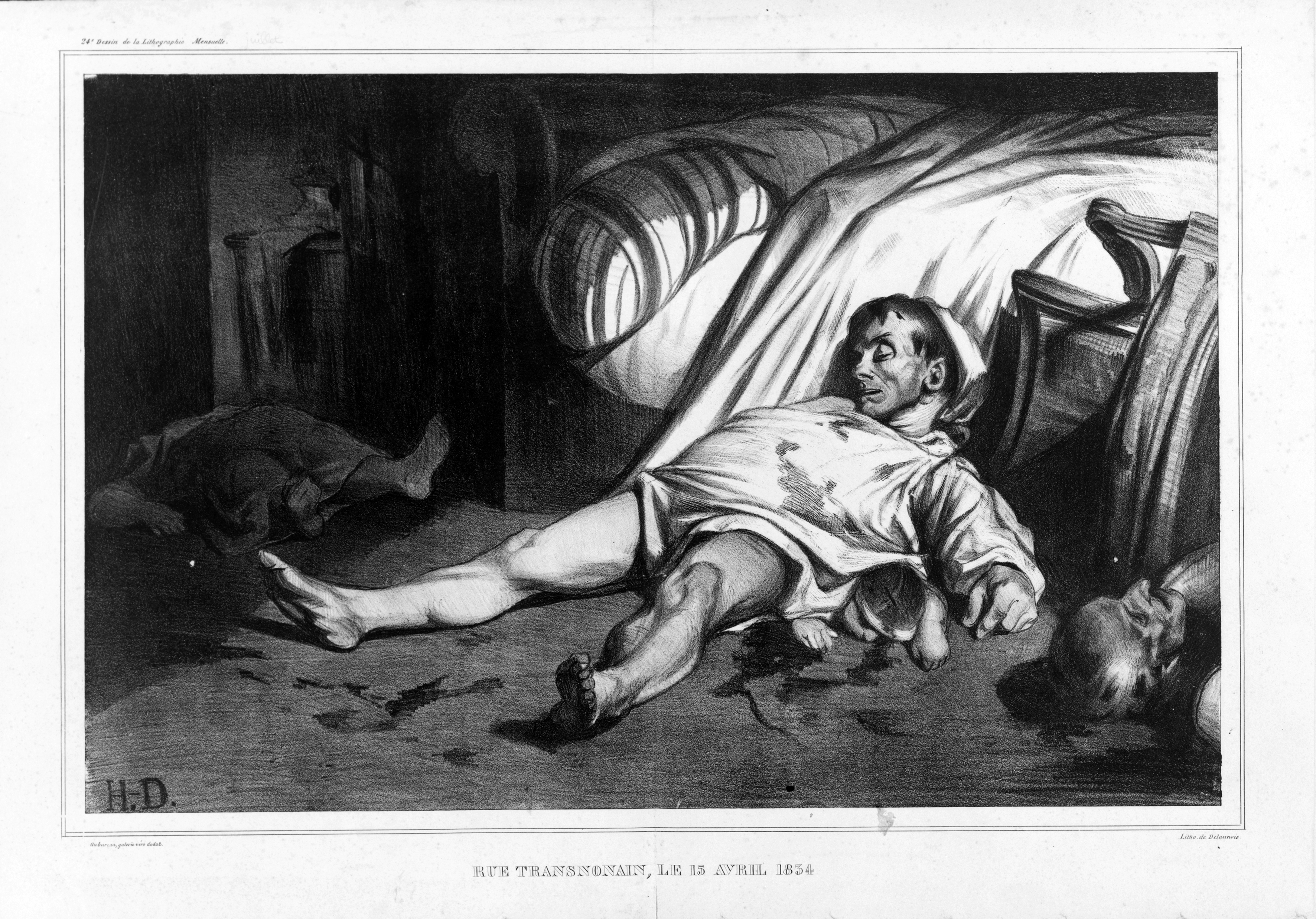
Il Massacro di rue Transnonain (14 aprile 1834), visto da Honoré Daumier

Thiers, prevedendo sommosse nella capitale, vi concentrò 40 000 uomini che il re in persona passò in rivista il 10 aprile. A titolo preventivo fece arrestare 150 dei principali membri della Société des Droits de l'Homme e ne chiuse l'organo di informazione, il virulento quotidiano La Tribune des départements. Malgrado tutto, la sera del 13 cominciarono a sorgere delle barricate. Con il generale Bugeaud al comando delle truppe Thiers diresse personalmente le operazioni di ordine pubblico. La repressione fu feroce; quando una pattuglia fu fatta segno di colpi d'arma da fuoco provenienti dal nº 12 della rue Transnonain, il comandante del distaccamento fece prendere d'assalto l'edificio: tutti gli occupanti – uomini, donne, bambini e vecchi – furono massacrati a colpi di baionetta, come immortalato da una celebre litografia di Honoré Daumier.
Il 14 aprile, mentre la battaglia a Parigi continuava, le due Camere si recarono congiuntamente al palazzo delle Tuileries per esprimere al sovrano la propria concordia nello sforzo per ristabilire l'ordine pubblico. Il 1º maggio Luigi Filippo decise di rinunciare alla celebrazione ufficiale della propria festa e fece rendere pubblico che la somma già stanziata sarebbe stata impiegata per soccorrere i feriti, le vedove e gli orfani di quei giorni. Allo stesso tempo ordinò al maresciallo Soult di dare grande risalto agli avvenimenti del momento «per chiarire all'opinione pubblica, alle Camere e a tutta la Francia e per far loro sentire come sia necessario ampliare l'esercito».
Oltre 2 000 persone furono arrestate in diverse occasioni, soprattutto a Parigi e Lione, e furono deferite alla Corte dei Pari, in conformità all'articolo 28 della Carta del 1830, per attentato alla sicurezza dello Stato. Lo Stato maggiore repubblicano fu decapitato, tanto che ai funerali di La Fayette, morto il 20 maggio, non accadde alcun incidente. Il 13 maggio il governo ottenne dalla Camera dei deputati l'approvazione di un credito di 14 milioni di franchi, sufficiente per mantenere sotto le armi 360 000 uomini. Due giorni più tardi i deputati adottarono una legge assai repressiva sulla detenzione e l'uso di armi da guerra.
Luigi Filippo giudicò il momento come opportuno per sciogliere la Camera dei deputati e indire nuove elezioni legislative, che si tennero il 21 giugno senza però rispondere completamente alle attese del sovrano: se i repubblicani erano quasi spariti, l'opposizione rimase forte di 150 seggi, di cui una trentina di legittimisti, il resto facente capo a Odilon Barrot, leale al regime, ma ostile alla resistenza e favorevole al movimento; nella maggioranza, di circa 300 deputati, emerse il "Terzo partito", che su certe votazioni poteva almeno in parte unirsi alla sinistra.
La nuova Camera, che si riunì per la prima volta il 31 luglio, rinnovò il mandato di presidente ad André Dupin, leader del Terzo partito, ma vicino al re. Adottò a larga maggioranza una risoluzione ambigua, dove la critica covava sotto le formule di circostanza. Il 16 agosto Luigi Filippo fece immediatamente pressioni per chiudere le Camere sino alla fine dell'anno.

#### Gérard, Maret, Mortier: il valzer dei governi (luglio 1834-febbraio 1835)

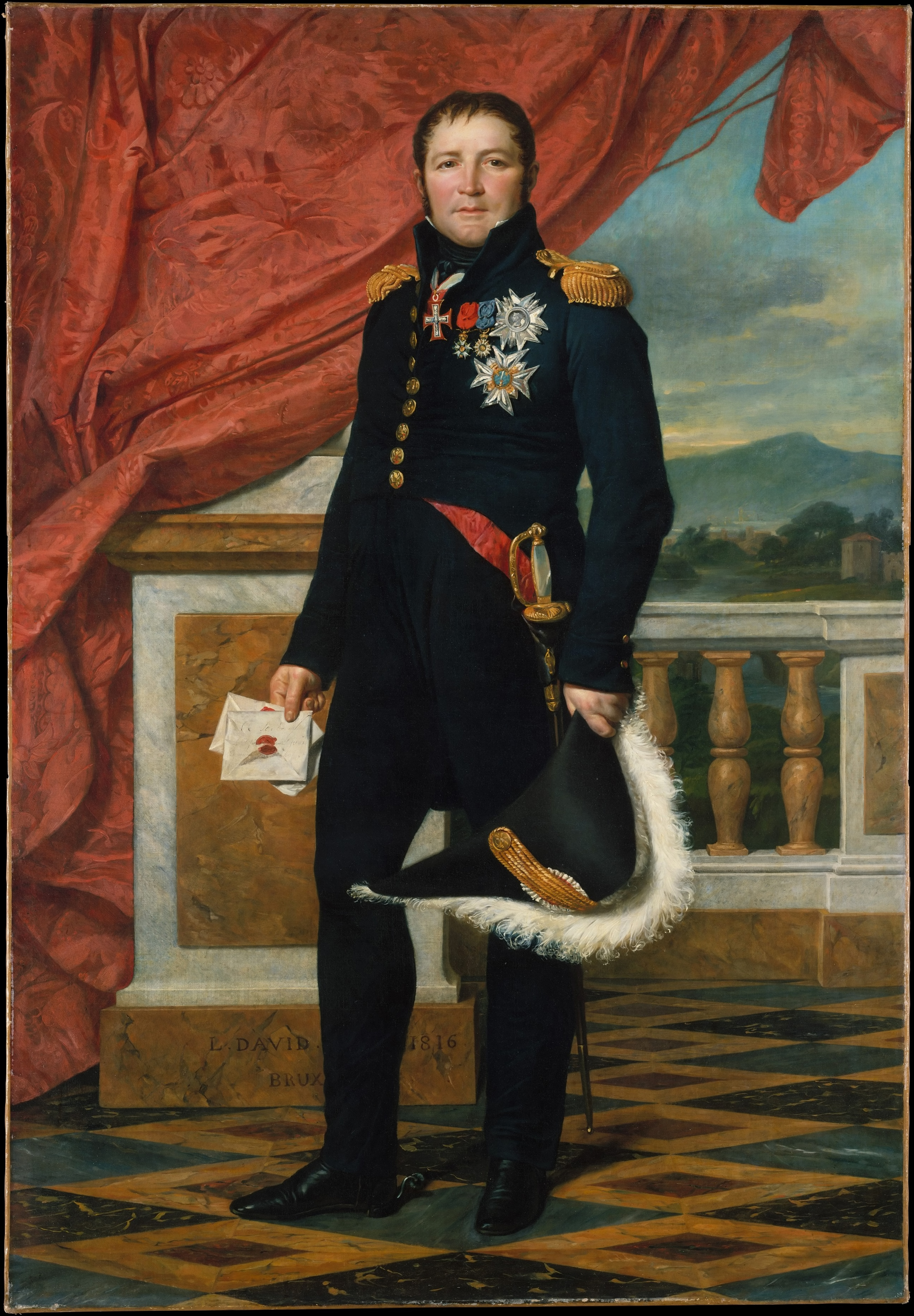
Il maresciallo Gérard

Thiers e Guizot, che di fatto controllavano il governo, decisero di sbarazzarsi del maresciallo Soult, che trovavano rozzo e ottuso, ma di cui il sovrano apprezzava la compiacenza a lasciar guidare la propria politica. Un incidente concernente lo status – civile o militare – dei possedimenti francesi in Algeria servì da pretesto. Luigi Filippo, seppur con riluttanza, si lasciò forzare la mano e accettò le dimissioni di Soult, sostituendolo con il maresciallo Gérard. Una «spada illustre» al posto di un'altra, mentre per il resto nessun rimpasto fu attuato nella composizione del governo.
Molto presto il gabinetto cadde su una questione pratica, cavalcata dal Terzo partito: l'eventualità di un'amnistia per gli accusati dei fatti d'aprile. Luigi Filippo era contrario, così come una parte dei realisti e il nocciolo duro della maggioranza, ma il Terzo partito, facendo valere le difficoltà a processare 2 000 imputati davanti alla Camera dei Pari, riuscì a convincere il maresciallo Gérard, che si dichiarò favorevole all'amnistia; quando Gérard si rese conto di avere contro il sovrano, Guizot e Thiers, senza alcuna possibilità di imporre il proprio parere, non gli restarono che le dimissioni (29 ottobre).
Si aprì allora una lunga crisi ministeriale che durò circa quattro mesi. Dopo molteplici inutili tentativi Luigi Filippo costituì, secondo la logica politica delle circostanze, un governo interamente in mano al Terzo partito. Tuttavia avendo Dupin rifiutato la presidenza, il 10 novembre 1834 il sovrano commise l'errore di chiamare una personalità del Primo Impero, Hugues-Bernard Maret, duca di Bassano.
Il nuovo presidente del Consiglio era talmente assediato dai debiti che, appena fu annunciata la sua nomina, i creditori fecero mettere sotto sequestro il suo stipendio. La costituzione del nuovo governo fu contemporaneamente fonte di ilarità e di costernazione, tanto che la stampa si scatenò. Dopo simili accoglienze i ministri diedero le dimissioni in blocco il 13 novembre, senza nemmeno preavvisare Maret, e da ciò il gabinetto prese il nome di "governo dei tre giorni". Il 18 novembre Luigi Filippo si rivolse nuovamente a una «spada illustre», nella persona del maresciallo Mortier, alla testa di un governo copia conforme di quello già presieduto dal maresciallo Gérard.
Dalla crisi il Terzo partito uscì ridicolizzato mentre i dottrinari trionfarono. Il governo cercò di sfruttare il vantaggio obbligando i deputati a dichiarare palesemente il proprio sostegno alla politica dell'esecutivo. Durante la riunione delle camere del 1º dicembre il governo presentò un ordine del giorno che poneva la questione della fiducia, che ottenne una larga maggioranza. Ciononostante appena due mesi dopo il governo cadde. I primi dissidi si ebbero in occasione del voto riguardo agli stanziamenti per allestire i locali in cui tenere i processi agli insorti di aprile. L'opposizione denunciò un governo senza guida, alla testa del quale accusò Luigi Filippo di aver posto un fantoccio per meglio esercitare il proprio potere personale. La polemica si accese e si realizzò la frase che Thiers aveva pronunciato di fronte a Carlo X: «Il re regna, ma non governa più». In definitiva, quando il maresciallo Mortier si dimise il 20 febbraio 1835, ufficialmente per ragioni di salute, il sovrano non tentò neppure di dissuaderlo.

## Un'evoluzione contrastata verso il parlamentarismo
Alimentate dagli opuscoli dei pubblicisti ispirati dalle Tuileries come Massias e Roederer, le polemiche che avevano condotto alle dimissioni di Mortier si rivolsero contro la Corona e le prerogative del parlamento. Da una parte Luigi Filippo voleva condurre una propria politica, specie negli ambiti che considerava a sé riservati, come la difesa e la diplomazia, ed esigeva un governo malleabile alla propria volontà; dall'altra una parte dei deputati sosteneva che il governo doveva avere un proprio capo dipendente dalla maggioranza delle Camere, e voleva completare l'evoluzione del regime verso quel parlamentarismo che la Carta del 1830 appena tratteggiava.

### La logica parlamentare all'opera: il governo del duca di Broglie
In tale contesto i deputati ritennero di dover imporre a Luigi Filippo la scelta di Victor de Broglie come presidente del Consiglio, per la semplice ragione che tale scelta era la più invisa al sovrano, che del de Broglie sospettava l'anglofilia e non ne amava l'indipendenza e le maniere. Dopo tre settimane di crisi politica, nel corso della quale Luigi Filippo consultò in successione Molé, Dupin, Soult, Sébastiani e Gérard, il 12 marzo il re dovette risolversi a convocare il de Broglie e ad accettarne le condizioni, all'incirca simili a quelle che aveva posto Casimir Pierre Périer.
Come il primo governo Soult, il nuovo esecutivo poggiava sul triumvirato composto da de Broglie (affari esteri), Guizot (pubblica istruzione) e Thiers (affari interni). In un colpo solo de Broglie lavava l'affronto che la Camera gli aveva inferto nel 1834 e otteneva a mani basse la ratificazione del trattato con gli Stati Uniti che ne aveva causato la caduta. Ottenne inoltre una larga maggioranza riguardo ai fondi segreti, che aveva valenza di voto di fiducia.

#### Il processo ai rivoltosi di aprile
La grande questione del governo de Broglie fu il processo agli insorti di aprile, che si aprì il 5 maggio davanti alla Camera dei Pari. Dei 2 000 accusati ne vennero processati 164, di cui 43 in contumacia; i 121 accusati presenti il giorno del processo fecero di tutto per moltiplicare gli incidenti procedurali e utilizzarono tutti i mezzi possibili per trasformare il tutto in una vasta operazione di propaganda repubblicana. Il 12 luglio alcuni di loro, inclusi i protagonisti dell'insurrezione parigina, fuggirono dalla prigione di Sainte-Pélagie da un passaggio sotterraneo allestito da tempo.
La corte dei Pari giudicò gli accusati lionesi il 13 agosto, degli altri le sentenze furono pronunciate nel dicembre successivo e nel gennaio del 1836. Le pene furono piuttosto clementi: nessuna condanna a morte, qualche deportazione, numerose condanne alla reclusione e qualche assoluzione.

#### L'attentato di Fieschi

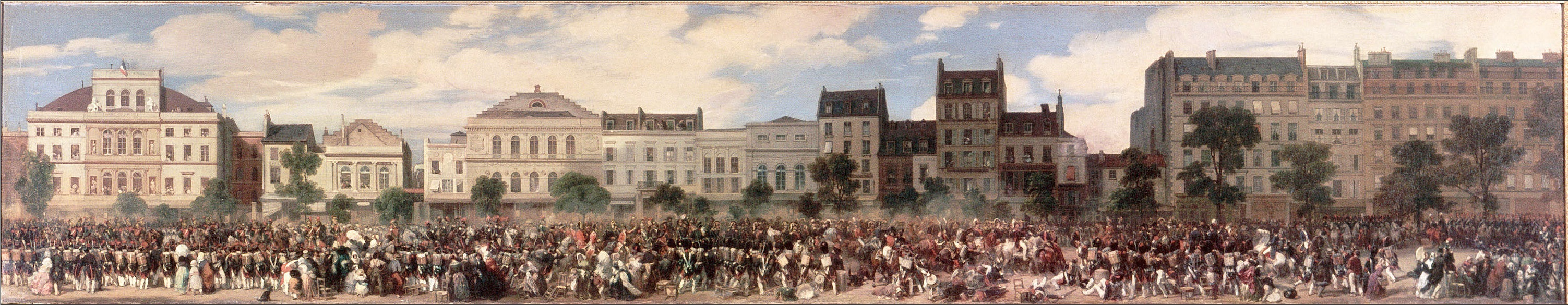
Attentato di Fieschi, il 28 luglio 1835, di Eugène Lami, 1845, reggia di Versailles

Contrariamente a quanto sperato, dal processo i repubblicani non guadagnarono il favore dell'opinione pubblica: si erano costruiti un'immagine che pareva richiamare gli eccessi del giacobinismo e questo impauriva soprattutto i borghesi. L'attentato contro il sovrano del 28 luglio 1835 accelerò la loro discesa.
In occasione dell'anniversario della rivoluzione di luglio Luigi Filippo doveva passare in rassegna la guardia nazionale: malgrado le voci di attentato rifiutò di annullare la rivista, alla quale si presentò in compagnia dei figli Ferdinando Filippo, Luigi e Francesco, di vari ministri, fra cui il duca di Broglie e Thiers, e numerosi marescialli e ufficiali. All'altezza del numero 50 del boulevard du Temple esplose un ordigno piazzato sulla finestra di una casa. Miracolosamente il re ebbe solo una scalfittura alla fronte e i figli rimasero illesi, mentre il maresciallo Mortier morì sul colpo insieme a dieci altre persone; tra le dozzine di feriti sette morirono nei giorni seguenti.
Gli autori dell'attentato – un avventuriero, già soldato di Murat, Giuseppe Fieschi, e due repubblicani legati alla Société des Droits de l'Homme, il sellaio Pierre Morey e il droghiere Théodore Pépin – furono arrestati ai primi di settembre. Giudicati davanti alla corte dei Pari, furono condannati a morte e ghigliottinati il 19 febbraio 1836.

#### Le leggi del settembre 1835 e il consolidarsi definitivo del regime
La brutalità dell'attentato sconvolse la Francia. I repubblicani furono screditati e l'opinione pubblica chiedeva provvedimenti energici. Il 4 agosto il governo depositò alla Camera tre progetti di legge volti a rinforzare la repressione contro gli attentati al regime.
«La Carta del 1830 – scriveva il duca di Broglie – ha stabilito la libertà politica sotto la forma della monarchia costituzionale. Tutti i partiti sono liberi all'interno della monarchia costituzionale. Quando ne escono, la libertà non è loro dovuta e si mettono loro stessi al di fuori della legge politica [...] La libertà di stampa non predomina sulle altre istituzioni. [...] È un principio fondamentale della monarchia costituzionale che il monarca sia al di sopra di ogni attacco, di ogni discussione».
- Il primo testo era inteso a rinforzare i poteri del presidente della corte d'assise e del procuratore generale (pubblico ministero), incaricato della pubblica accusa, per contrastare le manovre ostruzionistiche e i processi dilatori degli accusati di ribellione, di detenzione di armi proibite e di movimenti insurrezionali. Fu adottato il 13 agosto con 212 voti a favore e 72 contrari.
- Il secondo progetto di legge riformava la procedura del giudizio d'assise. La legge del 4 marzo 1831 riservava la dichiarazione di colpevolezza o innocenza ai soli giurati e ne escludeva i magistrati professionisti facenti parte della corte d'assise, richiedendo la maggioranza dei due terzi (8 voti a 4) per pronunciare una sentenza di colpevolezza. Il disegno del governo prevedeva la maggioranza semplice (7 voti a 5). Fu adottato il 20 agosto con 224 voti a favore e 149 contrari.
- Il terzo disegno di legge, che toccava la libertà di stampa, suscitò infiammati dibattiti. Era volto a impedire discussioni riguardo al re, la dinastia e la monarchia costituzionale, poiché il governo riteneva che la stampa d'opposizione, con i suoi continui attacchi alla persona del sovrano, avesse preparato il terreno all'attentato. Malgrado una veemente opposizione, la legge fu votata il 29 agosto con 226 voti a favore e 153 contrari.

Le tre leggi furono promulgate insieme il 9 settembre, segnando il successo definitivo della politica di resistenza ingaggiata dopo Casimir Pierre Périer e il consolidamento della monarchia di luglio, libera finalmente di tutte le contestazioni al fondamento stesso del regime, che si svolsero da allora in poi su un altro terreno: l'interpretazione della Carta e la natura del regime, con la rivendicazione di un'evoluzione parlamentarista; inoltre, a partire dal 1840, la domanda crescente di un allargamento del suffragio, che avrebbe fatto riapparire la contestazione repubblicana sotto la forma della rivendicazione del suffragio universale.

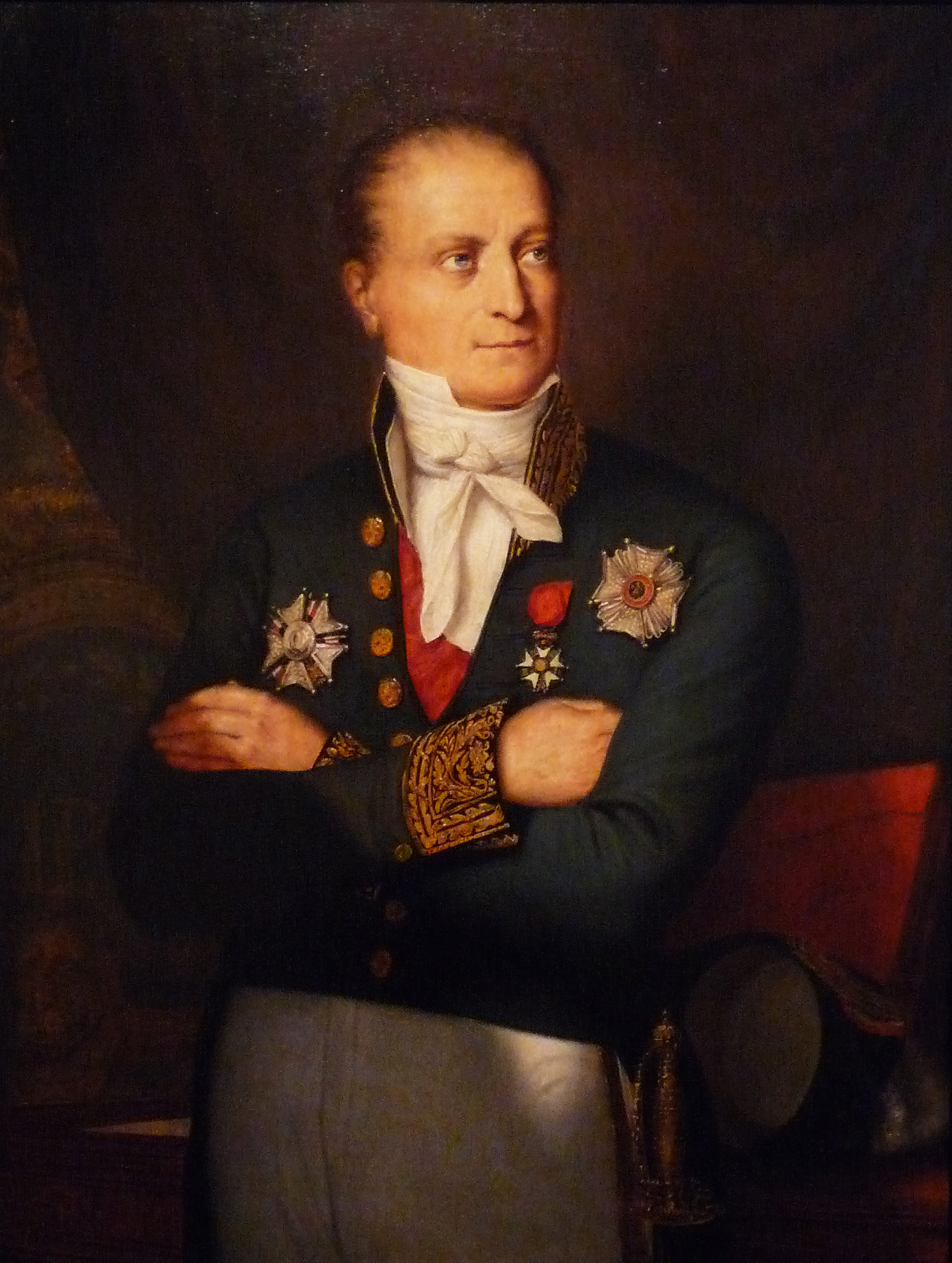
Georges Humann, ministro delle finanze

Il 13 gennaio 1836, dopo il successo dell'approvazione delle leggi di settembre il governo ottenne il voto a larga maggioranza (246 voti contro 67), di una mozione favorevole, redatta da Sauzet.
Cadde invece il 14 gennaio, per una questione del tutto inattesa, quando la Camera affrontò il dibattito sul bilancio, il ministro delle Finanze Georges Humann annunciò, senza aver preavvertito i colleghi, la propria intenzione a ridurre i tassi di rendita statale al 5% per alleggerire il debito pubblico. Una vera e propria bomba politica, poiché la rendita statale era una componente essenziale delle fortune della borghesia, base politica del regime. Il Consiglio dei ministri sfiduciò immediatamente Humann, che fu costretto alle dimissioni il 18 gennaio, nonostante il duca di Broglie spiegasse alla Camera che il governo non sosteneva tale proposta; ma lo fece in termini giudicati troppo evasivi, che indisposero i deputati: fra tutti il banchiere Alexandre Goüin, che depositò a sua volta una proposta di conversione delle rendite dibattuta alla Camere il 4 febbraio; l'indomani i deputati decisero di approvare la proposta per 194 voti a 192. Sfiduciato, l'esecutivo si dimise immediatamente: era la prima volta che un governo cadeva dopo essere stato messo in minoranza davanti alla Camera dei deputati.

#### Il primo governo Thiers (febbraio-settembre 1836)

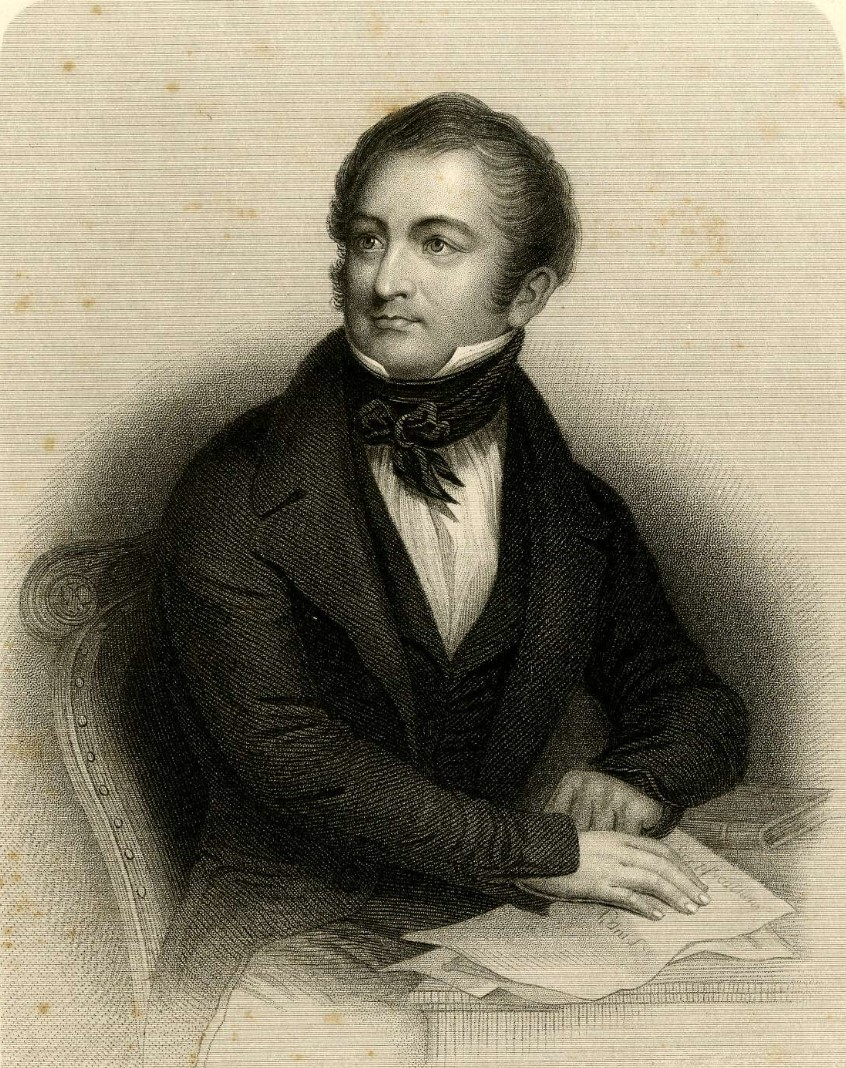
Adolphe Thiers

Luigi Filippo approfittò della crisi per sbarazzarsi dei dottrinari (non solo il duca di Broglie, ma anche Guizot), rimpinguare il governo con qualche elemento del Terzo partito per dare l'illusione di uno spostamento a sinistra e mettere alla sua testa Adolphe Thiers, con lo scopo di fare definitivamente a meno dei dottrinari, e usarlo sino a che fosse suonata l'ora del conte Molé, che il sovrano da tempo voleva alla presidenza del Consiglio. Il piano fu messo in opera come Luigi Filippo voleva: il nuovo governo si insediò il 22 febbraio 1836.
Lo stesso giorno Thiers si pronunciò davanti alla Camera dei deputati giustificando la politica di resistenza portata avanti fino ad allora, ma restando piuttosto vago sul proprio programma, contentandosi di promettere «giorni migliori».
Alla Camera – che rinviò prontamente al 22 marzo il dibattito sulla proposta di conversione delle rendite, prova del fatto che la questione era stata un pretesto – si svolse il dibattito sui fondi segreti, segnato da un discorso di Guizot e da una risposta sfuggente del guardasigilli Sauzet; si concluse con un voto largamente favorevole al governo (251 contro 99).

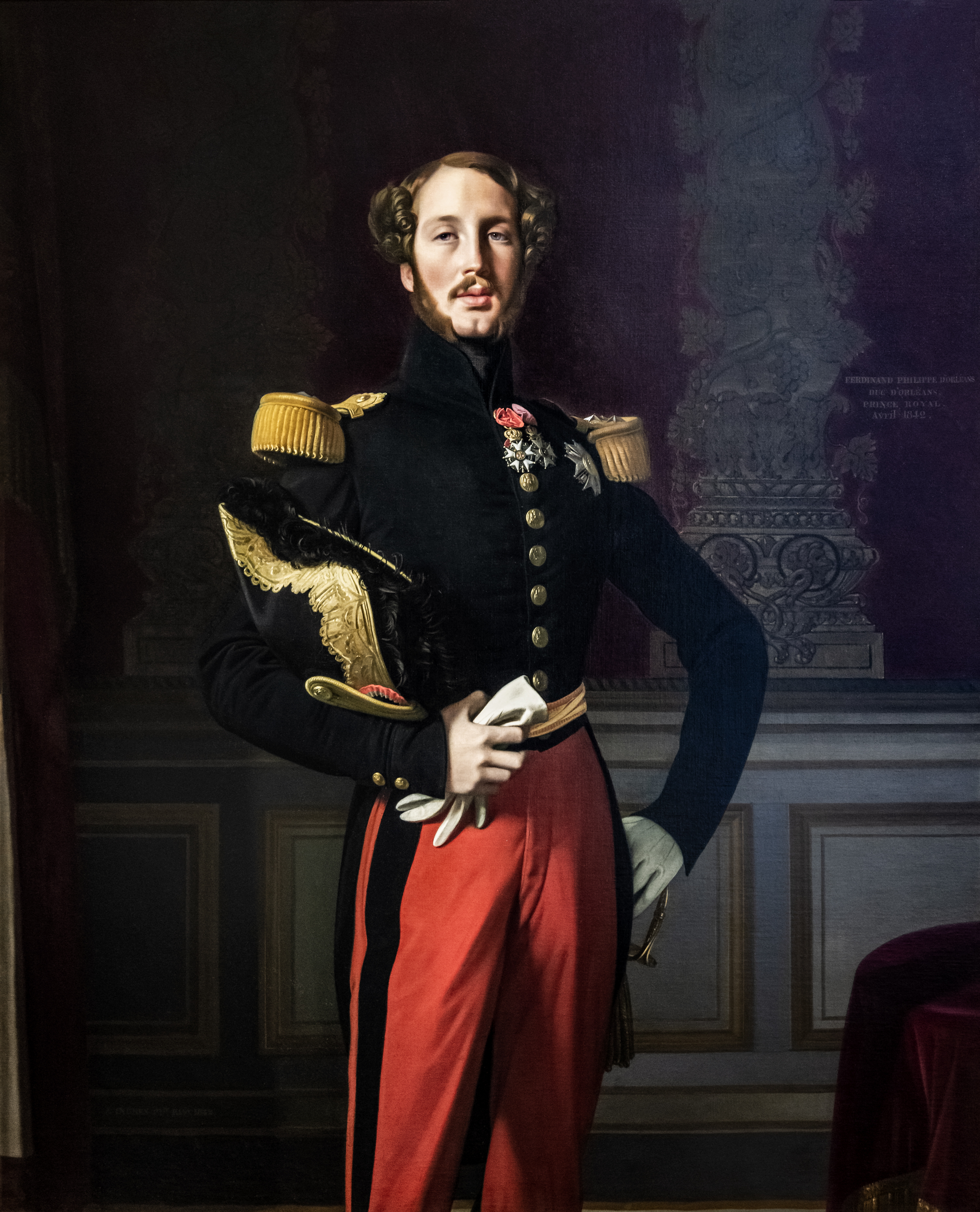
Ritratto del duca d'Orléans, di Dominique Ingres, 1842

Se Thiers aveva accettato la presidenza del Consiglio e preso il dicastero degli affari esteri, era stato perché sperava di negoziare il matrimonio del duca d'Orléans con un'arciduchessa austriaca: dopo l'attentato di Fieschi il matrimonio dell'erede al trono venticinquenne era l'ossessione di Luigi Filippo e Thiers si vedeva bene, novello Choiseul, come artefice di uno spettacolare ribaltamento delle alleanze in Europa. Tuttavia il tentativo fallì: Metternich e l'arciduchessa Sofia, che dominava la corte di Vienna, rifiutarono un'alleanza con la famiglia d'Orléans, che ritenevano ben poco salda sul trono. L'attentato del 25 giugno 1836, opera di un anarchico di nome Louis Alibaud, venne a giustificare le loro preoccupazioni.
Al fallimento sul piano internazionale per Thiers si aggiunse anche un fallimento in politica interna, con il risorgere della minaccia repubblicana, a tal punto che l'inaugurazione dell'Arco di Trionfo di Place de l'Étoile il 29 luglio, che doveva essere l'occasione di una grande cerimonia di concordia nazionale, durante la quale la monarchia di luglio si sarebbe riallacciata alle glorie della rivoluzione e dell'impero, si svolse in sordina, alle sette del mattino e in assenza del sovrano.
Per rinfrancare la propria popolarità e vendicarsi dell'Austria Thiers accarezzò l'idea di un intervento militare in Spagna contro la ribellione carlista, ma Luigi Filippo, con l'appoggio di Talleyrand e di Soult, si oppose risolutamente, il che portò infine alle dimissioni di Thiers. Questa volta il governo era caduto non per l'ostilità della Camera, ma in ragione di un disaccordo con il sovrano sulla politica estera, prova che l'evoluzione parlamentare del regime aveva molta strada da fare.

### I due governi Molé (settembre 1836-marzo 1839)

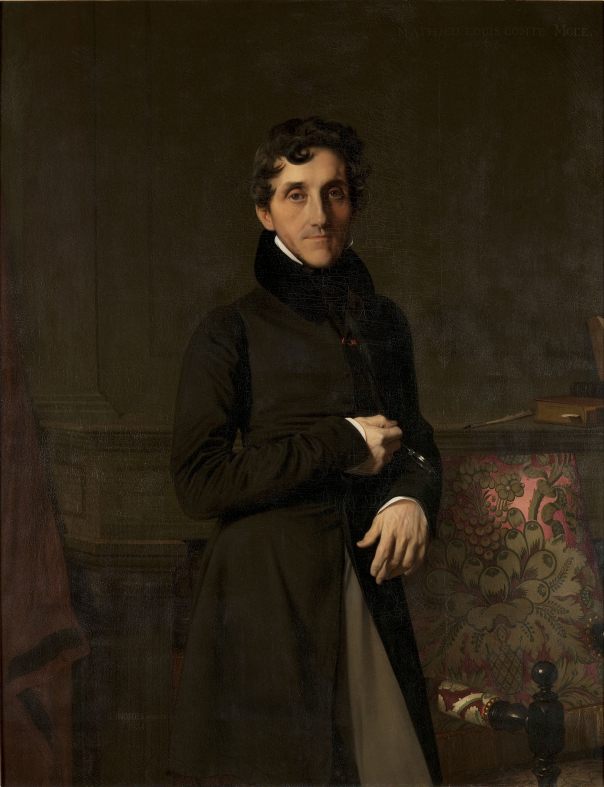
Louis-Mathieu Molé

Il nuovo esecutivo fu costituito il 6 settembre 1836 sotto la presidenza del conte Molé; vi rientrarono i dottrinari Guizot, Duchâtel e Gasparin.
Ansioso di confortare una popolazione incerta il ministero prese immediatamente qualche misura d'ispirazione umanista: generalizzarsi dell'incarcerazione cellulare, soppressione della catena per i forzati, grazia reale per cinquantadue condannati politici, tanto legittimisti che repubblicani, fra cui soprattutto gli ex ministri di Carlo X. Il 25 ottobre 1836 l'erezione dell'obelisco di Luxor su place de la Concorde diede al re il piacere di un'ovazione pubblica.

#### Il tentativo di sollevazione di Strasburgo e la «legge di disgiunzione»
Il 30 ottobre 1836 il tentativo di sollevazione di Strasburgo per opera di Luigi Napoleone Bonaparte si esaurì in breve tempo: il principe e i suoi complici furono arrestati lo stesso giorno, con grande imbarazzo del governo che non sapeva che farsene di un così ingombrante prigioniero. Al di fuori di ogni procedura legale il governo lo fece condurre a Lorient dove il 21 novembre si imbarcò su L'Andromède che lo condusse negli Stati Uniti.
Gli altri congiurati furono deferiti alla corte d'assise di Strasburgo che li giudicò il 18 gennaio 1837. Il 24 gennaio 1837 il ministro della guerra Bernard depositò alla Camera dei deputati il progetto di legge detto «di disgiunzione», mirante a permettere, in caso di tentativo di insurrezione, una distinzione fra i civili, giudicabili dalla corte d'assise, e i militari, tradotti davanti al consiglio di guerra. Il progetto fu vivamente osteggiato dall'opposizione e, tra la sorpresa generale, respinto il 7 marzo per 211 voti a 209.

#### Dal primo al secondo governo Molé
Dopo tale affronto il governo, contrariamente alle aspettative, non si dimise e Luigi Filippo, pur sotto l'attacco della stampa, mantenne la fiducia a Molé. Tuttavia privo di una solida maggioranza parlamentare, l'esecutivo era come paralizzato. Dovette rinunciare ad aprire il dibattito sul progetto di legge riguardo all'appannaggio del duca di Nemours e la dote di Luisa d'Orléans. Nel giro di un mese e mezzo, dal 7 marzo al 15 aprile, Luigi Filippo tentò inutilmente diverse combinazioni per costituire infine un nuovo governo in cui rientrava Montalivet, vicino al re, ma da cui usciva Guizot, che mal si intendeva con Molé, confermato nelle sue funzioni di capo del governo.
Di fronte alla Camera il nuovo esecutivo sfiorava la provocazione: non solo Molé era mantenuto nella sua funzione, ma ne faceva parte anche Salvandy, il relatore del disegno di legge sulla disgiunzione, e Lacave-Laplagne, l'ideatore del progetto di legge sulla dote di Luisa d'Orléans. Tutti si aspettavano che un tale governo, amabilmente qualificato dalla stampa d'opposizione come «governo dei lacchè» o «governo del castello», cadesse ben presto.

#### Il matrimonio del duca d'Orléans

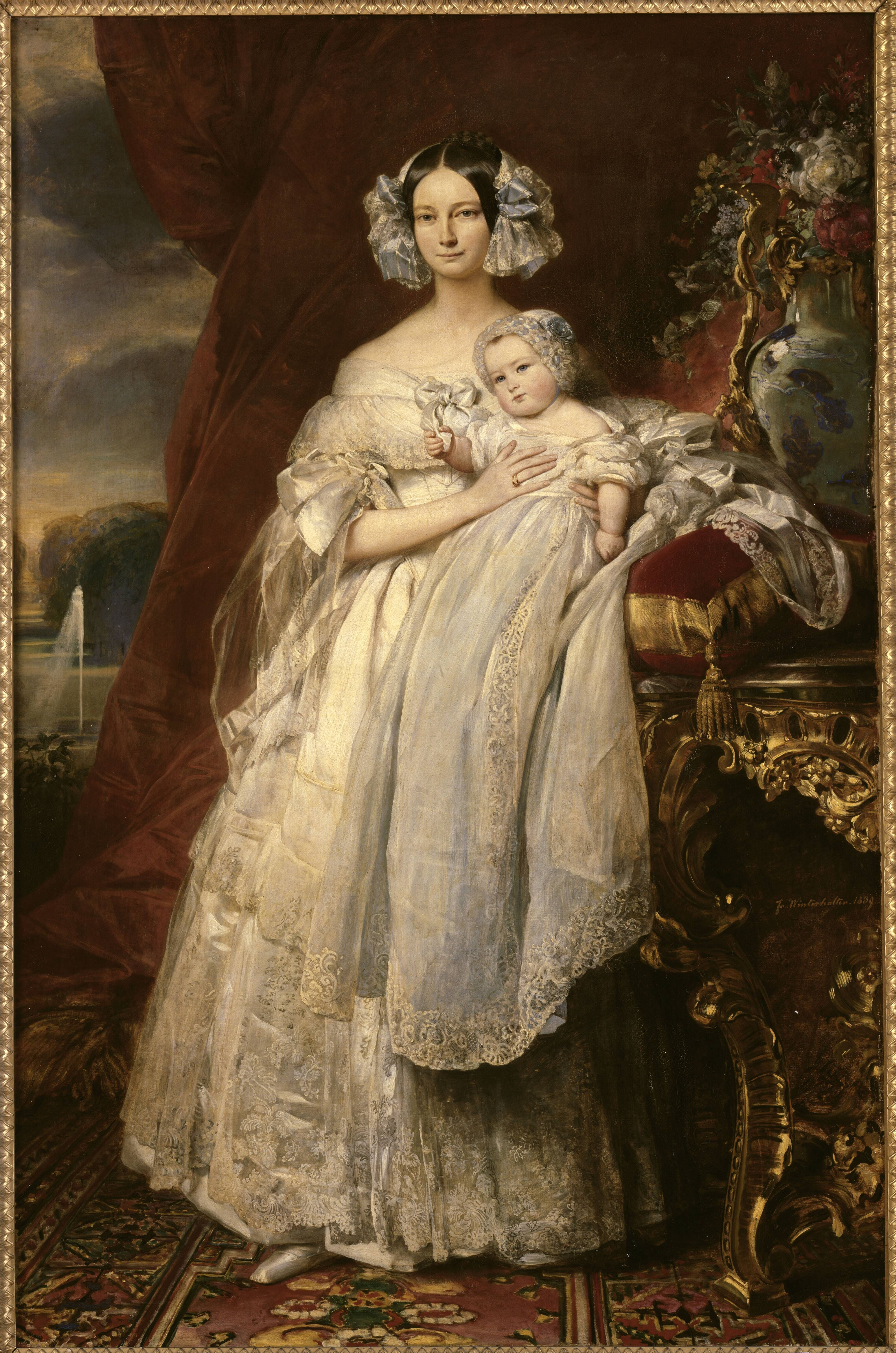
La duchessa d'Orléans con il figlio Filippo, conte di Parigi, ritratto di Franz Xaver Winterhalter, 1839, reggia di Versailles

Quando Molé salì sul seggio il 18 aprile i deputati lo attendevano al varco: «Signori – annunciò – il re ci ha incaricato di comunicarvi un avvenimento ugualmente felice per lo Stato e per la sua famiglia». Si trattava del futuro matrimonio del principe Filippo con la principessa Elena di Meclemburgo-Schwerin. L'annuncio della notizia troncò ogni critica e ogni discussione. I deputati non poterono far altro che ratificare l'aumento dell'appannaggio del duca d'Orleans e la dote di Luisa d'Orleans, che fu loro presentata insieme, tanto più che Molé precisò che «S.M. ha deciso che la domanda presentata per il suo secondo figlio [il duca di Nemours] sarà aggiornata».
Forte di questo esordio, il governo arrivò senza incidenti al dibattito sui fondi segreti, malgrado gli attacchi di Odilon Barrot. Un'ordinanza dell'8 maggio, bene accolta dalle Camere, decretò un'amnistia generale per tutti i condannati politici; parallelamente si ristabilì la presenza del crocifisso nei tribunali e la chiesa di Saint-Germain-l'Auxerrois, chiusa dopo il 1831, fu riaperta al culto. Per mostrare che l'ordine era pienamente ristabilito il sovrano passò in rassegna la guardia nazionale su Place de la Concorde.
Il matrimonio del duca d'Orléans fu celebrato con gran fasto al castello di Fontainebleau il 30 maggio 1837.
Il 10 giugno Luigi Filippo inaugurò la reggia di Versailles, restaurata per installarvi un museo di storia dedicato «a tutte le glorie della Francia» e dove, nel quadro di una politica di riconciliazione nazionale, le glorie militari della rivoluzione, del Primo Impero e della Restaurazione affiancavano quelle dell'Ancien Régime.

#### Le elezioni anticipate del 4 novembre 1837 e la coalizione
Il regime sembrava oramai stabilizzato ed era tornata la prosperità economica: il sovrano e Molé giudicarono il momento, contro il parere del duca d'Orléans, come propizio a sciogliere la Camera dei deputati, il che avvenne il 3 ottobre 1837. Per condizionare l'opinione pubblica Luigi Filippo decise la spedizione di Costantina, in Algeria, che portò il 13 ottobre alla presa della città da parte del generale Valée e del duca di Nemours.
Le elezioni, che ebbero luogo il 4 novembre 1837, non risposero agli auspici di Luigi Filippo: su 459 deputati i ministeriali non erano che 220, una maggioranza relativa e incerta. Le ali estreme contavano una ventina di deputati a destra (legittimisti) e una trentina a sinistra (repubblicani). Il centro-destra ("dottrinari") schierava una trentina di deputati, il centro-sinistra una sessantina e l'opposizione dinastica 65. Il Terzo partito non aveva più di quindici rappresentanti, mentre una trentina di indecisi non rientrava negli schemi.
Nel gennaio 1838, in occasione del dibattito sulla fiducia, l'esecutivo fu vivamente contrastato, in particolar modo da Charles Gauguier a proposito dei deputati funzionari e soprattutto da Adolphe Thiers e dai suoi fedelissimi, riguardo all'intervento militare in Spagna. Malgrado tutto, grazie ai voti dei dottrinari, il 13 febbraio il governo ottenne un voto favorevole per 216 contro 116.
Thiers perse così la prima manche, ma apparve chiaramente che il governo era ostaggio dei dottrinari, nello stesso momento Guizot continuava ad allontanarsi da Molé. Il 12 marzo, durante il dibattito sui fondi segreti, Guizot gettò la maschera: «Non è forse evidente – domandò – che c'è pochissima unione, pochissima collaborazione fra il governo e le Camere?» Il governo ottenne il voto di fiducia il 15 marzo per 249 voti contro 133 e, a dispetto di qualche intoppo, riuscì a reggere sino al termine della sessione parlamentare dopo aver ottenuto il 20 giugno il voto sul bilancio del 1839.
Durante tutto l'anno 1838 l'opposizione affilò le armi e venne a formarsi una coalizione per far cadere il governo. I lavori parlamentari si aprirono il 17 dicembre. Il 19 Dupin, vicino al sovrano, fu rieletto presidente della Camera per un soffio. In seno alla commissione incaricata di redigere il documento di fiducia i deputati dell'opposizione erano in vantaggio, ma il 19 gennaio il governo riuscì a far adottare per 221 voti a favore contro 208, un testo piuttosto favorevole, dopo numerosi emendamenti al disegno iniziale.

#### Le elezioni anticipate del 2 marzo 1839
Se la coalizione non aveva prevalso Molé stimò di non potere continuare a governare con una maggioranza così ristretta e incerta e rimise le sue dimissioni al sovrano il 22 gennaio 1839. Il re inizialmente le respinse, ma poi – dopo avere invano proposto al maresciallo Soult di guidare il governo – il 2 febbraio decise di sciogliere la Camera dei deputati e convocare le elezioni per il 2 marzo e le nuove Camere per il 26.
La campagna elettorale si svolse in un clima infuocato: l'opposizione di sinistra gridava al colpo di Stato costituzionale, paragonando gli scioglimenti anticipati del 1837 e del 1839 alle analoghe decisioni di Carlo X del 1830. Thiers paragonò Molé a Jules de Polignac e deplorava di veder «ripetersi, dopo appena otto anni, fatti tanto gravi e così crudelmente puniti». Guizot accusò il governo di isolare il re dalla nazione.
Il 2 marzo le elezioni delusero le speranze di Luigi Filippo. I 221 deputati che sostenevano prima il governo non erano adesso più di 199, mentre l'opposizione contava 240 membri. Nel consiglio dei ministri dell'8 marzo Molé presentò le dimissioni che il sovrano fu costretto ad accettare.

### I veleni del parlamentarismo e il ritorno dell'instabilità parlamentare
La coalizione di opposizione al governo Molé era eterogenea e solo fra grandi difficoltà riuscì a esprimere una maggioranza stabile. Gli anni 1839-1840 furono pesantemente segnati da complicati giochi parlamentari, che portarono a un ritorno dell'instabilità di governo, che aveva conosciuto una pausa durante i due anni e mezzo in cui Luigi Filippo aveva mantenuto Molé al suo posto.

#### Il secondo ministero Soult (maggio 1839-febbraio 1840)
Dopo la caduta di Molé Luigi Filippo fece chiamare in tutta fretta il maresciallo Soult, «brillante elsa cui si possono al bisogno adattare lame di tutte le forme e tutte le tempre», che tentò invano di mettere in piedi un governo in grado di riunire i tre principali capi della coalizione – Guizot, Thiers e Odilon Barrot.

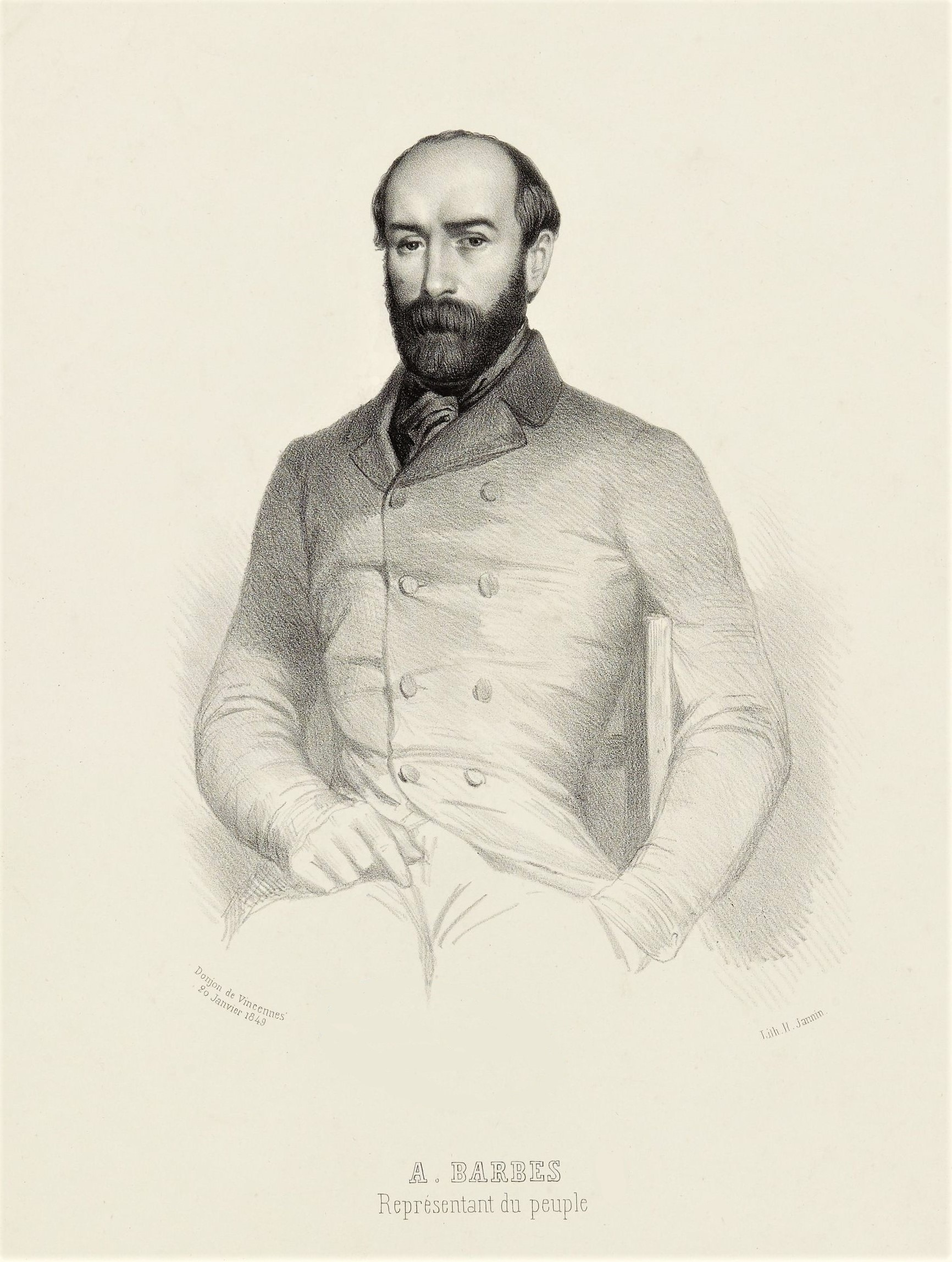
Armand Barbès, uno dei capi dell'insurrezione repubblicana del 12 maggio 1839, in una litografia di Jeannin

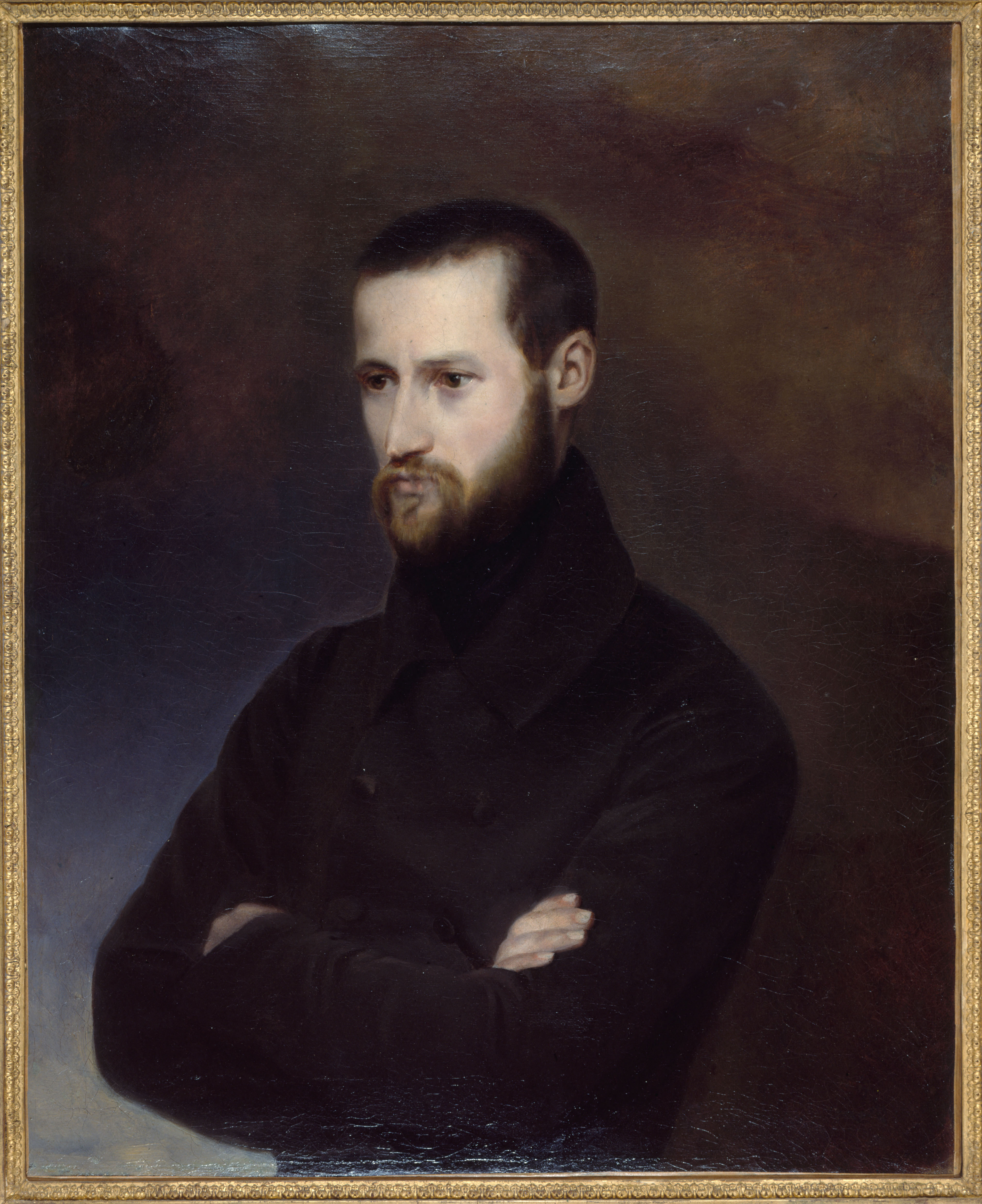
Auguste Blanqui, uno dei capi dell'insurrezione repubblicana del 12 maggio 1839

Davanti all'impossibilità di formare un governo il sovrano dovette rimandare al 4 aprile l'apertura della sessione parlamentare, prevista inizialmente per il 26 marzo. Thiers fallì nel tentativo di avvicinarsi al duca di Broglie e a Guizot. Luigi Filippo cercò allora di allontanarlo offrendogli una prestigiosa ambasciata, cosa che fece innalzare grandi proteste ai suoi sostenitori. In definitiva il 31 marzo il re dovette risolversi a costituire un governo di transizione, formato da personaggi relativamente incolori dal punto di vista politico, per poter almeno aprire la sessione parlamentare e lasciare decantare la situazione. I nuovi ministri non accettarono gli incarichi che «sotto la specifica condizione di lasciare le proprie funzioni nel momento in cui sarà formato un governo definitivo».
La sessione parlamentare si aprì il 4 aprile in un'atmosfera vicino all'insurrezione. Per l'elezione del presidente della Camera Thiers condusse la campagna per Odilon Barrot; una parte del centro sinistra presentò Hippolyte Passy contro Barrot. I deputati della maggioranza e i dottrinari votarono in massa per Passy che vinse per 227 voti contro 193. Il voto dimostrò che la coalizione si era frantumata e che esisteva una maggioranza per contrastare le decisioni della sinistra.
Le trattative per formare un nuovo governo si protrassero senza successo a causa dell'intransigenza di Thiers che fece promettere ai suoi fedeli di non entrare a far parte di alcun progetto di governo senza il suo avallo. La situazione sembrava del tutto bloccata al 12 maggio, quando la Société des saisons, società segreta repubblicana che contava fra i propri membri Bernard, Barbès e Auguste Blanqui, organizzò un tentativo di insurrezione a Parigi, in rue Saint-Denis e rue Saint-Martin.
L'operazione fallì e i congiurati vennero arrestati, ma l'avvenimento ribaltò la situazione politica: la sera stessa Luigi Filippo formava un nuovo governo sotto la presidenza del maresciallo Soult, accorso fra i primi alle Tuileries per testimoniare il proprio sostegno al re e alla monarchia, una personalità cui Luigi Filippo pensava dall'inizio della crisi di governo.
La situazione politica sembrò calmarsi: alla fine di maggio il voto sui fondi segreti evidenziò una maggioranza forte per il nuovo governo, che alla fine di luglio ottenne anche il voto sul bilancio 1840 con una maggioranza ancora più ampia.
I lavori parlamentari furono chiusi senza problemi il 6 agosto. Dopo la ripresa il 23 dicembre la Camera votò un indirizzo piuttosto favorevole al governo per 212 voti a 43 il 15 gennaio 1840. Ciononostante il governo cadde il 20 febbraio successivo, quando la Camera respinse, per 226 voti a 200, il progetto di legge sull'appannaggio del duca di Nemours in occasione dell'imminente matrimonio con la principessa Vittoria di Sassonia-Coburgo-Kohary.

#### Il secondo governo Thiers (marzo-ottobre 1840)
La caduta del governo Soult costrinse il re a fare appello alla principale figura della sinistra, Adolphe Thiers, per formare il nuovo governo. A destra c'erano anche meno alternative, visto che Guizot, nominato ambasciatore a Londra in sostituzione di Sébastiani, stava per partire per l'Inghilterra.

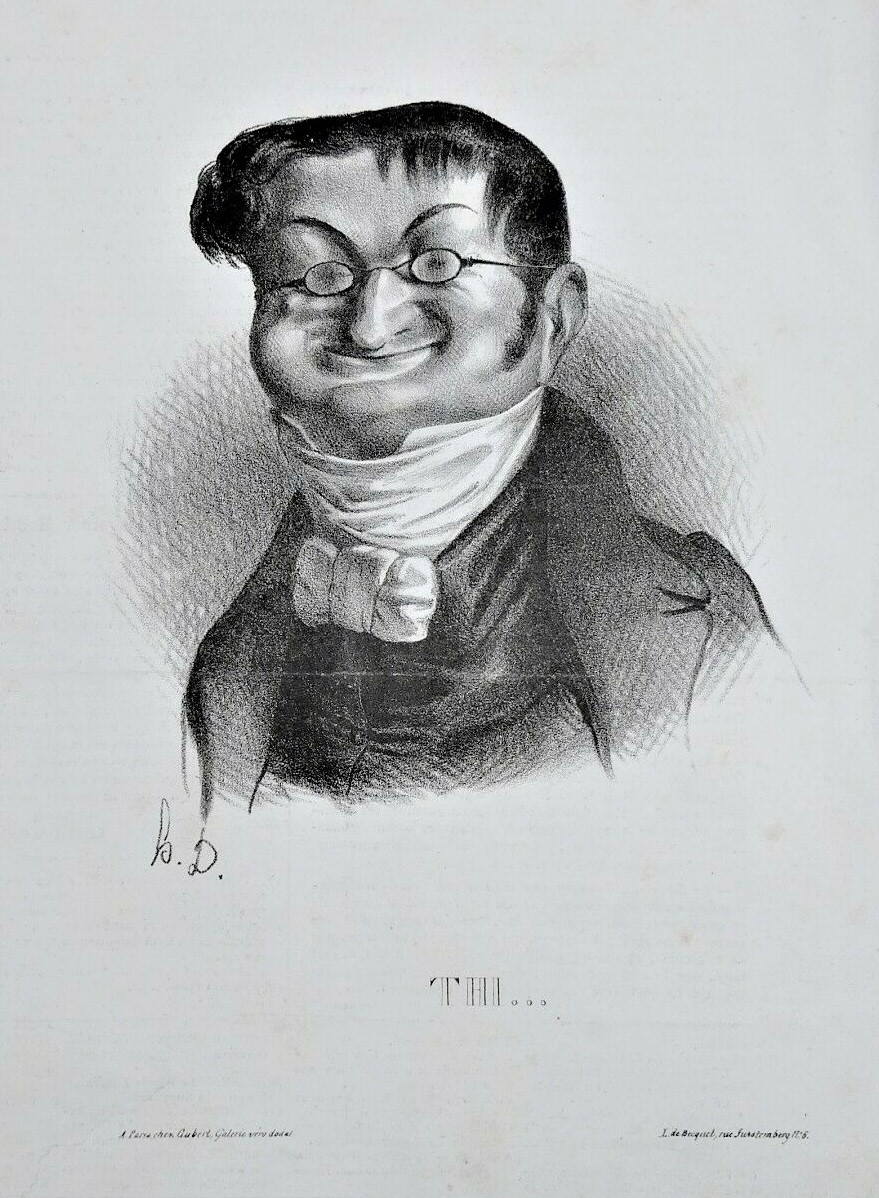
Thiers, ritratto da Honoré Daumier

Per Thiers era l'ora della rivincita: contava di approfittarne per lavare l'affronto del 1836 e istradare definitivamente il regime sulla via del parlamentarismo, con un re che «regna, ma non governa», secondo la sua celebre formula, e un governo espressione della maggioranza del Parlamento e responsabile di fronte a esso. Non era evidentemente la visione condivisa da Luigi Filippo e infatti si aprì così l'ultima fase di una partita decisiva fra le due concezioni della monarchia costituzionale e le due interpretazioni della Carta del 1830 che si erano affrontate dopo il 1830.
Il governo nacque il 1º marzo 1840. Thiers offrì – solo in apparenza – la presidenza del Consiglio al maresciallo Soult, prima di «essere costretto» ad assumerla lui stesso, insieme al ministero degli esteri.
All'inizio i rapporti con il re furono difficili, avendo il sovrano preso (almeno in apparenza) il ritorno di Thiers come una umiliazione; Luigi Filippo mise Thiers in imbarazzo suggerendogli di conferire il bastone da Maresciallo di Francia a Sébastiani, rientrato dalla missione a Londra: il capo del governo era combattuto fra il desiderio di compiacere uno dei politici suoi amici e il timore che tale decisione sembrasse guidata dal medesimo favoritismo che lui stesso aveva in passato criticato nei «governi di palazzo». Decise dunque di aspettare e il re, secondo Charles de Rémusat «non insiste e prende la cosa come un uomo che se lo aspetta e che non è adirato nel constatare la resistenza dei suoi ministri ai suoi desideri più naturali».
Al contrario al Parlamento Thiers marcò punti a proprio favore nel dibattito sui fondi segreti iniziato il 24 marzo, dove ottenne la fiducia con 246 voti contro 160.

##### Una politica conservatrice al servizio degli interessi della borghesia
Benché considerato di centrosinistra, durante il suo secondo governo Thiers si rivelò come un rigido conservatore, preoccupato degli interessi della borghesia. Se fece votare alla Camera dei deputati la conversione delle rendite, misura cara alla sinistra, lo fece con la certezza che sarebbe stata respinta dalla Camera dei Pari.
- Il 16 maggio fece passare all'ordine del giorno la petizione in favore della riforma elettorale presentata dai repubblicani all'inizio dell'anno. Nella sua risposta al radicale Arago, che pronunciò un discorso che legava riforma elettorale e riforma sociale,[61] Thiers respinse sia il concetto di suffragio universale «il principio più pericoloso e funesto che si possa enunciare in una società»,[62] sia la demagogia della riforma sociale.[63]
- Il 15 giugno ottenne l'aggiornamento della proposta del deputato conservatore di Versailles, Ovide de Rémilly, il quale, portando una vecchia rivendicazione della sinistra, voleva vietare la nomina dei deputati a funzioni pubbliche salariate per la durata del mandato.[64]
- Nel mese di settembre, quando i problemi sociali legati alla crisi economica seguente al 1839 provocarono alla fine d'agosto scioperi e disordini fra i lavoratori del settore tessile, dell'abbigliamento e delle costruzioni, cui si aggiunsero il 7 settembre gli ebanisti del faubourg Saint-Antoine, che cominciarono a innalzare barricate, Thiers inviò la Guardia nazionale a disperdere i manifestanti e applicò con rigore le leggi che vietavano gli assembramenti.
- Thiers fece rinnovare il privilegio della Banque de France fino al 1867, a condizioni tanto vantaggiose per la banca che questa gli donò una medaglia d'oro commemorativa.
- Diverse leggi istituirono linee di navigazione a vapore attraverso l'Atlantico, la cui gestione era concessa a compagnie sovvenzionate dallo Stato. Anche le compagnie ferroviarie in difficoltà usufruirono di prestiti e garanzie.

##### Una pericolosa ricerca di gloria

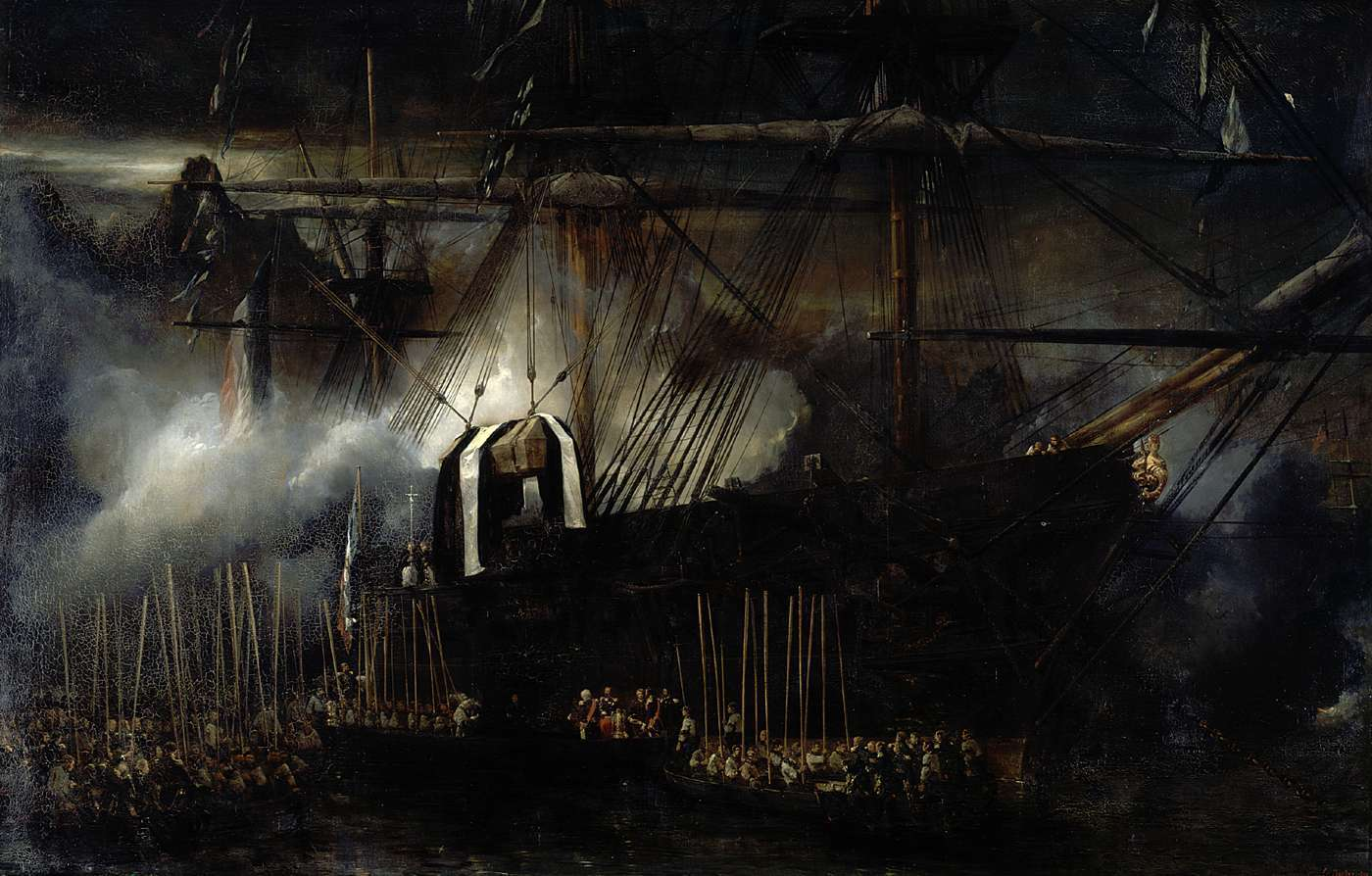
Il trasferimento delle ceneri di Napoleone a bordo de La Belle Poule, 15 ottobre 1840, tavola di Eugène Isabey

Mentre da un lato blandiva la borghesia conservatrice, Thiers accarezzava il desiderio di gloria di una gran parte della sinistra. Il 12 maggio 1840 il ministro dell'Interno Rémusat annunciò alla Camera dei deputati che il sovrano aveva deciso che i resti mortali di Napoleone I fossero inumati all'Hôtel des Invalides. Con l'assenso del governo britannico il principe di Joinville partì per Sant'Elena sulla fregata La Belle-Poule e riportò in patria le ceneri di Napoleone.
Tale annuncio suscitò un effetto immenso sull'opinione pubblica, che si infiammò di fervore patriottico. Thiers vide in ciò il compimento del disegno di riabilitazione della Rivoluzione e dell'Impero intrapreso con la sua Histoire de la Révolution française e con l'Histoire du Consulat et de l'Empire, tanto che Luigi Filippo – convinto a fatica a un'operazione del genere, di cui era conscio dei rischi – tentò di catturare a proprio vantaggio un po' della gloria imperiale e si appropriò dell'eredità simbolica di Napoleone come già si era appropriato di quella della monarchia di Versailles.
Volendo approfittare del movimento di fervore bonapartista, il principe Luigi Napoleone sbarcò a Boulogne-sur-Mer il 6 agosto 1840 in compagnia di alcuni fedelissimi, fra cui un compagno di esilio di Napoleone I a Sant'Elena, il generale de Montholon. Lo scopo era quello di sollevare il 42º Reggimento di fanteria di linea, ma l'operazione si risolse in un fallimento totale: Luigi Napoleone e i suoi complici furono arrestati e incarcerati nella fortezza di Ham. Furono processati davanti alla Camera dei Pari dal 28 settembre al 6 ottobre nell'indifferenza generale. Il principe, difeso dal celebre avvocato legittimista Berryer, fu condannato all'ergastolo.
In Algeria, di fronte ai sanguinosi attacchi di Abd el-Kader in rappresaglia alla spedizione delle Porte di Ferro del maresciallo Valée e del duca d'Orléans (autunno 1839), Thiers spinse per la colonizzazione dell'interno sino ai limiti del deserto. Convinse il re, il quale vedeva nell'Algeria un teatro ideale perché i suoi figli coprissero la dinastia di gloria, delle proprie buone ragioni e lo persuase a inviare sul posto, come governatore generale, il generale Bugeaud.

##### La questione d'Oriente, pretesto della caduta
In Oriente Thiers sostenne il pascià d'Egitto Mehmet Ali, che ambiva a costituire un vasto impero arabo sull'Egitto e la Siria e cercava di concludere un accordo con l'impero ottomano, sotto l'egida della Francia e all'insaputa delle altre quattro potenze europee (Regno Unito, Austria-Ungheria, Prussia, Russia). Tuttavia il ministro degli esteri britannico Palmerston, informato dei negoziati, si affrettò a sua volta a negoziare fra le quattro potenze un trattato che regolasse la questione d'Oriente e mettesse la Francia di fronte al fatto compiuto: concluso il 15 luglio 1840, il trattato confermò a Mehmet Ali il titolo di pascià d'Egitto e di San Giovanni d'Acri, ma solo a titolo personale e non ereditario.
Quando fu reso noto in Francia il trattato provocò un'esplosione di rabbia patriottica: la Francia si ritrovò messa da parte nel decidere la sorte di un'area in cui tradizionalmente esercitava la propria influenza, al contrario della Prussia, pur coinvolta, che non vi aveva alcun interesse. Luigi Filippo fece mostra di unirsi alla protesta generale, ma sapeva di avere l'occasione di sbarazzarsi di Thiers.
Il 29 luglio vennero mobilitati i soldati delle classi dal 1836 al 1839 e il 13 settembre furono avviati i lavori delle fortificazioni di Parigi. La Francia rimase però inerte e dovette ingoiare la propria umiliazione il 2 ottobre, quando la flotta britannica bombardò e prese Beirut, con la conseguente destituzione di Mehmet Ali da parte del sultano.
Al termine di lunghe trattative fra il sovrano e Thiers si trovò un compromesso il 7 ottobre: la Francia avrebbe rinunciato a sostenere le pretese di Mehmet Ali sulla Siria, ma avrebbe dato dichiarazione ufficiale di non permettere che l'Egitto fosse toccato. Tale principio era contenuto in una nota datata 8 ottobre e indirizzata alle quattro potenze firmatarie del trattato del 15 luglio. Dal punto diplomatico fu un successo, in quanto il Regno Unito dovette in definitiva riconoscere la sovranità ereditaria di Mehmet Ali sull'Egitto e rinunciare al principio base del trattato. La Francia aveva ottenuto il ritorno alla situazione del 1832.
Ciononostante dopo l'episodio la frattura fra il re e il primo ministro era irrimediabile. Il 29 ottobre, quando Charles de Rémusat presentò al Consiglio dei ministri la bozza del discorso della Corona preparata da Hippolyte Passy, Luigi Filippo la trovò troppo bellicosa. Dopo una breve discussione Thiers e i suoi colleghi diedero le dimissioni che il re accettò immediatamente. L'indomani Luigi Filippo fece chiamare Soult e Guizot, che raggiungessero Parigi il prima possibile.

## Il sistema Guizot
Chiamando al potere Guizot e i dottrinari, ossia il centrodestra, dopo il centrosinistra di Thiers, Luigi Filippo era senza dubbio distante dal pensare che tale combinazione doveva durare sino al tramonto del suo regno. Di certo presumeva che, dopo qualche mese, poteva ritornare in carica Molé.

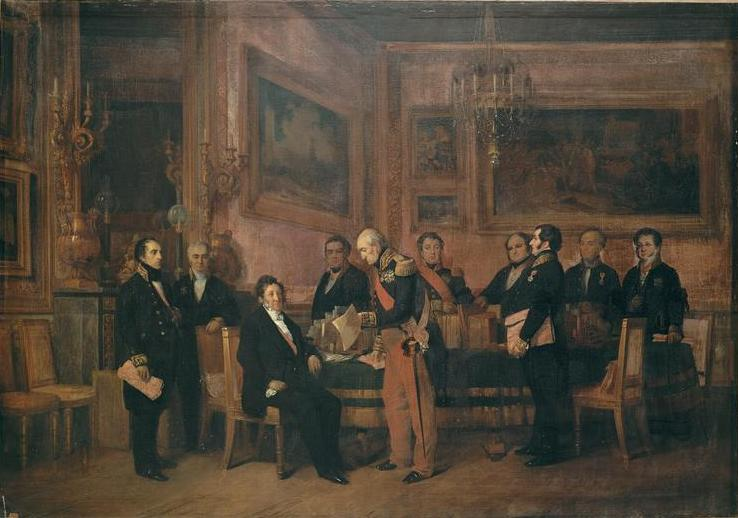
Consiglio dei ministri al palazzo delle Tuileries: il maresciallo Soult presenta a Luigi Filippo la Legge di Reggenza, 15 agosto 1842, dipinto di Claude Jacquand, 1844

Guizot, lasciata Londra il 25 ottobre, arrivò l'indomani a Parigi. Aveva subordinato il proprio ritorno alla possibilità di comporre il governo secondo i propri criteri. Con abilità prese per sé il dicastero degli esteri e lasciò la presidenza nominale del governo al maresciallo Soult: ciò soddisfò il re e la famiglia reale, lasciando a Guizot piena libertà di manovra. Il centrosinistra aveva rifiutato di far parte del governo, che comprendeva quindi solo conservatori, dal centro al centrodestra dei dottrinari.
Si eresse in Place de la Bastille la Colonna di luglio, in memoria delle "Tre giornate gloriose". La questione d'Oriente fu regolata dalla convenzione di Londra sugli Stretti nel 1841, il che permise un pieno riavvicinamento anglofrancese, che a sua volta favorì la colonizzazione dell'Algeria conquistata da Carlo X.
Il governo era orleanista, come la Camera, che era divisa in:
- sinistra dinastica di Odilon Barrot, che reclamava l'allargamento del censo alla piccola borghesia, appoggiata dal giornale Le Siècle;
- centrosinistra di Adolphe Thiers, che voleva limitare il potere reale, appoggiata dal giornale Le Constitutionnel;
- conservatori di Guizot e Molé, che volevano mantenere il regime e difendevano le proprie idee dal Le Journal Des Débats e da La Presse;
- legittimisti nemici del regime, tra cui Chateaubriand.

Vi erano poi un centro e una sinistra repubblicana. Guizot poteva contare sul partito conservatore e sulle divisioni dell'opposizione: rifiutava tutte le riforme tese ad abbassare il censo e ancor meno accettava l'idea del suffragio universale diretto; secondo lui la monarchia doveva favorire la "classe media" e i notabili, uniti nella proprietà terriera, nella morale legata al denaro, al lavoro e al risparmio: «Arricchitevi con il lavoro e il risparmio e anche voi sarete elettori!» Guizot fu aiutato dalla ripresa economica che interessò il Paese dal 1840 al 1846: con un ritmo di crescita del 3,5% annuo le rendite agricole aumentarono, come il potere d'acquisto, che trainò una crescita della produzione industriale. Il settore dei trasporti conobbe uno sviluppo eccezionale: nel 1842 una legge organizzò la rete ferroviaria nazionale, che passò da 600 a 1 850 chilometri.

## Un sistema in bilico
L'epoca era caratterizzata dalla nascita di un nuovo fenomeno sociale, oggi conosciuto come pauperismo. Legato all'industrializzazione e alla concentrazione di masse operaie, prendeva linfa dalla povertà durevole e diffusa degli operai, che non avevano possibilità di migliorare il proprio livello di vita. Inoltre era venuta meno l'antica solidarietà delle congregazioni caratteristiche dell'Ancien Régime. La situazione operaia era catastrofica: giornate di 14 ore, salari a 0,20 franchi al giorno e gli operai erano alla mercé del padrone. I 250 000 mendicanti e i tre milioni di francesi iscritti nelle liste di beneficenza costituivano un formidabile serbatoio di insoddisfazione, di fronte a un'inesistente assistenza statale.

## La crisi della monarchia
Nel 1846 il raccolto fu misero e l'aumento del prezzo del grano, base dell'alimentazione, provocò la crisi: il potere d'acquisto scese, il mercato interno rimase statico, provocando una crisi industriale da sovrapproduzione, e immediatamente i padroni licenziarono i lavoratori in eccesso; il risparmio diffuso fu ritirato e il sistema bancario entrò in crisi. I fallimenti si moltiplicarono, la borsa valori cadde a picco. Lo Stato reagì importando grano dalla Russia, il che rese negativa la bilancia commerciale, e i lavori pubblici si fermarono.
Scoppiarono manifestazioni operaie; a Roubaix, il 60% degli operai era disoccupato. La corruzione (affaire Teste-Cubières) e gli scandali (Choiseul-Praslin) minarono il regime. Le associazioni erano state inoltre irreggimentate dallo Stato e le adunanze vietate a partire dal 1835, cosicché l'opposizione era imbavagliata. Per aggirare la legge le opposizioni utilizzavano i funerali civili per dare vita a manifestazioni pubbliche; le feste di famiglia e i banchetti erano ugualmente un pretesto per assembramenti. Alla fine del regime la Campagna dei banchetti si svolse in tutte le grandi città della Francia. Luigi Filippo decise di vietare il banchetto di chiusura, previsto per il 14 gennaio 1848; il banchetto, rinviato al 22 febbraio, provocò la rivoluzione del 1848.

## La caduta del regime
Dopo una manifestazione Luigi Filippo rimpiazzò Guizot con Thiers, che propose una dura repressione. Ricevuto con ostilità dalle truppe distaccate in Place du Carrousel, davanti al palazzo delle Tuileries, il re si decise ad abdicare in favore di suo nipote, Luigi Filippo Alberto d'Orléans, affidando la reggenza alla nuora Elena di Meclemburgo-Schwerin. Tuttavia non fu sufficiente: dopo un discorso di Alphonse de Lamartine all'Hôtel de Ville, in cui si decise di rifiutare la bandiera rossa mantenendo il tricolore, la Seconda Repubblica fu proclamata il 24 febbraio davanti alla Colonna della Bastiglia.